# Liste des administrations postales par pays souverain
Ceci est une liste des administrations postales ayant émis des timbres à un moment donné depuis 1840, triée par pays actuels souverain.
La liste inclut tout type d'entité gouvernementale, incluant les bureaux de postes d'un pays dans un pays étranger, les occupations militaires, les colonies et les villes-États. En italique, figurent les mentions qui figurent sur ces timbres si elles sont différentes du nom de l'entité ; et les dates sont les périodes d'émissions philatéliques de l'entité.
Ces entités sont classées à partir des noms des États actuels.
- Haut – A
- B
- C
- D
- E
- F
- G
- H
- I
- J
- K
- L
- M
- N
- O
- P
- Q
- R
- S
- T
- U
- V
- W
- X
- Y
- Z

## A

### Afghanistan
- Indépendant, 1870- (en cours)
  - Légendes en langue locale (dari), « Tête de tigre » Sher, 1870-1927
  - Afghan postage, Postage afghan, 1927
  - Postes afghan, Postes Afghanistan 1928-1951
  - Postes Afghanes, 1951- (en cours)
  - Afghanistan, 1955-1956
  - Aéroport international de Kandahar, 1961
  - Afghan post, 1989- (en cours)

Le pays adhère à l'UPU en 1928. Ses timbres sont alors utilisables pour des envois à l'étranger. Les postes afghanes se conforment à la règle de faire figurer le nom du pays en alphabet latin et choisit le français, langue officielle de l'UPU. Les multiples changements de régime politique sont peu visibles sur les timbres sauf par quelques thématiques et formes graphiques spécifiques aux régimes communistes liés à l'URSS.
À partir de 1989, le gouvernement afghan n'a plus émis de timbres. Ceux émis après cette date ne sont pas reconnus par l'UPU, y compris ceux du gouvernement des Talibans.
Entre 1996 et 2002, la poste et les timbres sont proscrits, tout comme la télé, la musique,les jeux, et les loisirs, car ils étaient non-conformes à la Charia et aux préceptes Musulmans(avec une interprétation fondamentaliste). Les rares boutiques de Philatélies sont saccagées et fermées. La Poste Afghane était fermée depuis 1989, les postiers et autres fonctionnaires n'étant plus payés depuis cette date. Pendant cette période, le pays est fermé, replié sur lui-même : aucun courrier ne sort du pays. Les émissions par le gouvernement afghan reprennent le 8 mai 2002 à la suite de l'intervention militaire occidentale (voir Guerre d'Afghanistan).
En 2002, le pays adopte l'anglais, et abandonne le français comme écriture latine sur ses timbres. Les faux timbres et timbres non reconnus émis après 1989, sont eux aussi souvent libellés en langue anglaise, pour ce qui concerne la langue en alphabet latin sur les timbres.

### Afrique du Sud
- Indépendant, 1910- (en cours)
  - Unie van Zuid Afrika, Union of South Africa 1910-1922
  - Suid-Afrika, SuidafriKa, South Africa 1926- (en cours)
  - AFR, 1927-1936
  - Republic of South Africa, Republiek van Suid-Afrika, 1961-1966
  - RSA, 1961- (en cours)

#### Bantoustans
- Déclarés indépendants, non reconnus par la communauté internationale
  - Bophuthatswana, Bophuthatswana, 1977-1994
  - Ciskei, Ciskei, 1981-1994
  - Transkei, Transkei, 1976-1994
  - Venda, Venḓa (le d porte un accent circonflexe souscrit), 1979-1994

Puis, retour aux timbres de l'Afrique du Sud lors de la réintégration des bantoustans dans l'Union d'Afrique du Sud.

#### Bechuanaland britannique
- Colonie du Royaume-Uni
  - British Bechuanaland en surcharge sur des timbres du Cap de Bonne-Espérance, 1886-1897
  - British Bechuanaland Postage & Revenue, British Bechuanaland Postage and Revenue, 1887-1888

Puis timbres du Cap de Bonne Espérance.

#### Cap de Bonne Espérance
- Colonie du Royaume-Uni
  - Cape of Good Hope, 1853-1904
- Seconde guerre des Boers
  - Z.A.R. surchargé sur des timbres du Cap de Bonne Espérance, 1899
  - Mafeking Siege, Siege of Mafeking, 1900
  - Mafeking Besieged surchargé sur des timbres du Cap de Bonne Espérance, 1900
  - Field Post-Office - British Army Africa, Army Post-Office - Natal Field Force en surcharge sur des timbres du Royaume-Uni, 1899-1900
- Vryburg, VR special post, 1899-1900

Puis timbres d'Afrique du Sud

#### Griqualand
- Colonie du Royaume-Uni
  - G en surcharge sur des timbres du Cap de Bonne Espérance, 1877-1878
  - G.W. en surcharge sur des timbres du Cap de Bonne Espérance, 1877

Puis timbres du Cap de Bonne Espérance

#### Natal
- Colonie du Royaume-Uni
  - Natal, 1857-1908
  - Natal Postage, Natal Revenue, Natal Telegraphs, 1874-1908

Puis timbres d'Afrique du Sud.

#### Stellaland
- Indépendant, 1882-1885
  - Republiek Stellaland, 1884

Puis timbres du Bechuanaland britannique.

#### Sud-Ouest africain
- mandat sud-africain, 1915-1990 : voir Namibie

#### Transvaal
- Première république indépendante

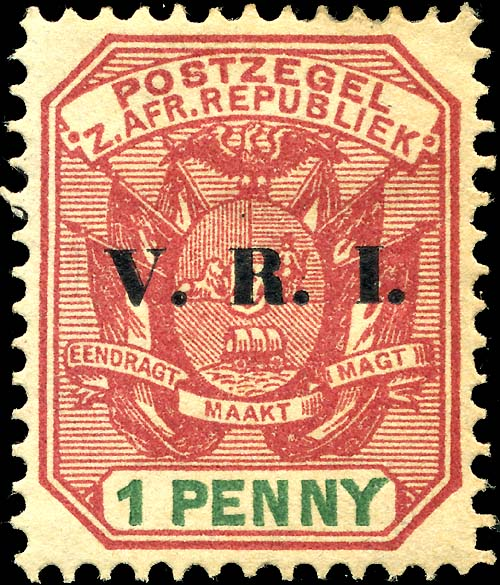

  - Postzegel Z.Afr.Republiek, Z.Afr.Republiek, 1869-1877
- Annexion par le Royaume-Uni
  - V.R.-Transvaal (pour Victoria Regina) en surcharge sur des timbres du Transvaal, 1877
  - Postzegel Z.Afr.Republiek, Z.Afr.Republiek, 1877-1883
  - Transvaal Postage, 1878-1883
- Deuxième république indépendante
  - Zuid Afrikaansche Republiek, 1882-1896
  - Postzegel Z.Afr.Republiek, Z.Afr.Republiek, 1883-1900
  - Transvaal Postage, 1883-1900
  - Zegelregt Zuid Afrikaansche Republiek, Zuidafrikaansche Republiek, 1895
  - Transvaal Telegrafs, timbre-télégraphe, 1897-1900
- Annexion par le Royaume-Uni
  - Postzegel Z.Afr.Republiek, Z.Afr.Republiek, 1900-1901
  - Transvaal Telegrafs, timbre-télégraphe, 1900-1901
  - Transvaal Postage, 1900-1907
  - V.R.I. (pour Victoria Regina Imperatrix) en surcharge sur des timbres du Transvaal, 1901-1902
  - E.R.I. (pour Eduardus Rex Imperator), 1901-1902
  - C.S.A.R. en surcharge, 1905-1909

Puis timbres d'Afrique du Sud.

#### Zoulouland
- Protectorat du Royaume-Uni
  - Natal Revenue Zululand, 1888
  - Zululand en surcharge sur des timbres du Royaume-Uni, 1888
  - Zululand en surcharge sur des timbres du Natal, 1888-1894
- Colonie du Royaume-Uni
  - Zululand, 1894-1896

Puis incorporé à la colonie du Natal.

### Albanie
- Indépendant, 1913- (en cours)
  - Postat e qeveries se perkoheshme te shqipenies, Postat e qeverries se perkoheshme te shqipenies, 1913
  -  Shqipënia, en surcharge sur des timbres de Turquie, 1913-1914
  -  Shqipënia e lire, en surcharge sur des timbres de Turquie, 1913-1914
  - Commission de contrôle provisoire Korca, 1914
  - Korca, 1914
  - C en surcharge sur des timbres d'Épire, 1916
  - Republica shqipetare, 1917
  - Shqiperie korçe vetqveitare, 1917
  - Korçe, Korce 1917-1918
  - Shqypnis, 1919
  - Postat shqiptare en surcharge, 1919
  -  Administrat financavet te shqipnis finanzverwaltung albaniens, 1919
  - Postat shqiptare, Poste shqiptare, 1919-1961
  - Posta Shqiptare, 1919-1961, 1991- (en cours)
  - Posta vetëkeverria e mirditiës, 1921
  - Takse qindarka, 1922
  - Republika shqiptare, 1925- (en cours)
  - Republika shqiptare, en surcharge 1925
  - Rep. shqiptare, 1926- (en cours)
  - Mbretnia Shqiptare, Mbretnija Shqiptare, 1930-1942
  - Shqipni, 1937-1938
  - Shqiperija, 1941-1951
  - Shqipnija, 1944
  - Qeverija demokratike e shqipnis, Qeverija demok e shqiperis, Qeverija demokrat. e shqiperise, 1944-1945
  - R P Sh federata demokratike mderkombetare e grave, 1946
  - Republika popullore e shqiperise en surcharge, 1946
  - Republika popullore e shqiperise, 1946-1961
  - Shqiperia, 1950-1977, 1994- (en cours)
  - R.P.E shqiperise, 1951-1976
  - R.P. shqiperise, 1963-1976
  - Republika popullore socialiste e shqiperise, 1977-1982
  - Republika popullore socialiste e shqiperise en surcharge, 1977-1982
  - R P S E shqiperise, 1978-1990

### Algérie
- Colonie de la France
  - Timbres de France oblitérés par des cachets à numéros puis à date spécifiques, 1849-1924
  - Algérie, en surcharge sur des timbres de France, 1924-1925
  - Algérie, 1926-1958
  - Centenaire de l'Algérie, 1930
  - Chemins de fer algériens, 1941-1949
  - Timbres de France sans surcharge, 1958-1962

- Indépendant, 1962- (en cours)
  - EA (pour État algérien), en surcharge sur des timbres de France, 1962
  - Algérie, en surcharge sur des timbres de France, 1963
  - République algérienne (en alphabets latin et arabe), en surcharge sur des timbres de France, 1962
  - Algérie en alphabets latin et arabe, 1963- (en cours)

### Allemagne
- Indépendant, 1872- (en cours)
  - Empire allemand, 1872-1919
    - Deutsche Reichs-Post, 1872-1882
    - Deutsche Reichspost, 1872-1882

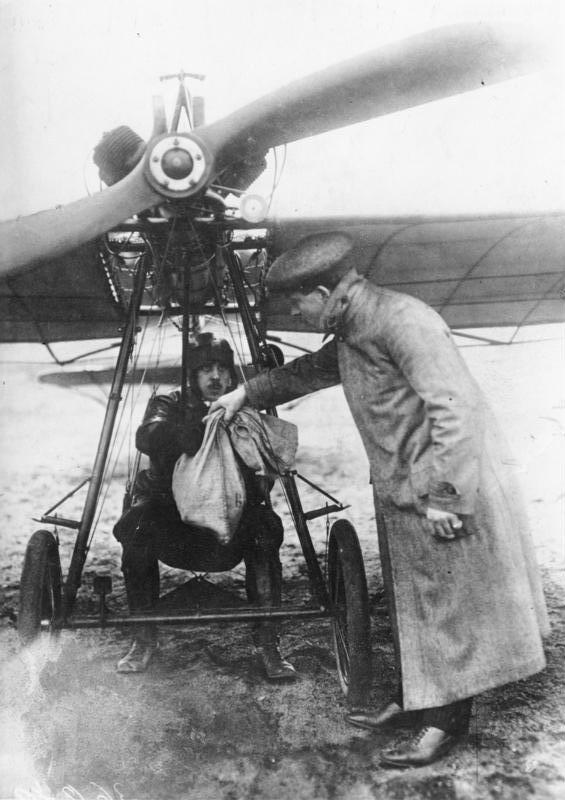
Premiers vols de la Deutsche Luftpost en 1912

    - Telegraphie des deutschen Reiches, timbre-télégraphe, 1873-1919
    - Reichspost, 1889-1902
    - Deutsches Reich, 1902-1919

  - République de Weimar, 1919-1933
    - Deutsche nationalversammlung, 1919-1920
    - Deutsches Reich, 1919-1933
    - Telegraphie des deutschen Reiches, timbre-télégraphe, 1919-1933
    - Dienstmarke, en surcharge 1920-1933
    - Deutsche Luftpost, poste aérienne, 1926-1933

  - Troisième Reich, 1933-1945
    - Dienstmarke, 1933-1938
    - Deutsche Luftpost, poste aérienne, 1933-1938
    - Dienstmarke, en surcharge 1933-1938
    - Deutsches Reich, 1933-1944
    - Telegraphie des deutschen Reiches, timbre-télégraphe, 1933-1945
    - Deutsche Reichspost, 1936
    - Deutsche Reichs-Post, 1936
    - Deutsche Feldpost, 1942-1944
    - Deutsche Feldpost, en surcharge 1942-1944
    - Grossdeutsches Reich, 1943-1945

  - Allemagne fédérale, 1949-1994
    - Bundesrepublik deutschland, 1949
    - Deutsche Bundespost, 1949-1995

  - Allemagne, 1995- (en cours)
    - Deutschland, 1995- (en cours)

De 1872 à 1945, les timbres allemands vont porter la même mention pendant les trois régimes politiques successifs : Deutsches Reich (empire allemand).

#### États allemands
- Confédération germanique 1815-1867

- - Bade
    - Baden freimarke, 1851-1867

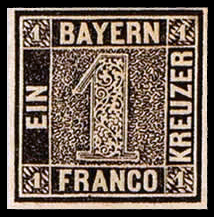
Premier timbre émis sur le territoire allemand, le 1849

    - Freimarke baden postverein, 1861-1864
    - Land-post porto-marke, 1862

  - Bavière
    - Bayern, 1849-1867
    - Bayer posttaxe, 1849-1867
    - Commission für retourbriefe, 1865
    - Augsburg, 1865-1867
    - Bamberg, 1865-1867
    - Munchen, 1865-1867
    - Nurnberg, 1865-1867
    - Regensburg, 1865-1867
    - Speyer, 1865-1867
    - Wurzburg, 1865-1867

  - Bergedorf
    - Bergedorf postmarke, 1861
    - L.H.P.A., 1861

  - Brême
    - Bremen, 1855-1867
    - Franco marke, 1855-1861

  - Brunswick
    - Braunschweig, 1852-1857
    - Postmarke 1/4 gutegr., 1857

  - Hambourg
    - Hamburg, 1859-1866
    - Hamonia wk rantz, 1863

  - Hanovre
    - Hannover, 1850-1864

- - Lübeck
    - Lübeck, 1859-1863
    - Luebeck, 1863-1866

  - Mecklembourg-Schwerin

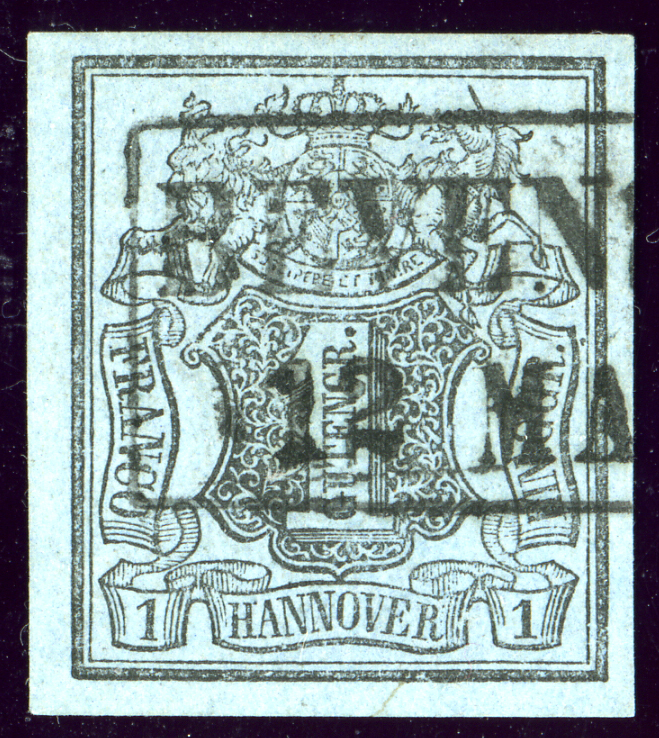
Premier timbre du royaume de Hanovre, 1850

    - Mecklenb. freimarke Schwerin, 1856-1867
    - Mecklenb Schilerin, 1856-1867

  - Mecklembourg-Strelitz
    - Mecklenb. Strelitz, 1864

  - Oldenbourg
    - Oldenburg, 1852-1862

  - Prusse
    - Freimarke, 1850-1858
    - Preussen, 1861-1867
    - K. pr. telegraph marke, timbre-télégraphe, 1864

  - Saxe
    - Sachsen, 1850-1867

  - Schleswig-Holstein
    - S H post schilling, 1850
    - Hrzgl post F.R.M., 1864
    - Holstein, 1864-1867
    - Schleswig, 1864-1867
    - Herzogth. Schleswig, 1864-1867
    - Herzogth Holstein, 1865
    - Herzogthum Holstein, 1865
    - Schleswig-Holstein, 1865-1866

  - Tour et Taxis, districts du nord et du sud
    - Freimarke silb. grosch., 1851-1867
    - Thurn und Taxis, 1851-1867
    - Freimarke kreuzer, 1852-1867

  - Wurtemberg
    - Württemberg 1851-1867
    - Freimarke kreuzer', 1857-1866

- Confédération de l'Allemagne du Nord, 1867-1871
- Norddeutscher postbezirk, 1868-1869
- Norddeutscher bundes telegraphe, timbre-télégraphe, 1869
- Nord-deutscher postbezirk, 1869-1870
  - Bade
    - Baden freimarke, 1867-1868

  - Bavière
    - Augsburg, 1867-1871
    - Bamberg, 1867-1871
    - Bayern, 1867-1871
    - Bayer posttaxe, timbre-taxe, 1867-1871
    - Munchen, 1867-1871
    - Nurnberg, 1867-1871
    - Regensburg, 1867-1871
    - Speyer, 1867-1871
    - Wurzburg, 1867-1871
    - Telegraph, timbre-télégraphe, 1870-1871

  - Wurtemberg
    - Württemberg 1867-1871

- Empire allemand, 1871-1918
  - Bade
    - Frei durch ablösung, 1905

  - Bavière
    - Telegraph, timbre-télégraphe, 1871-1876
    - Augsburg, 1871-1884
    - Bamberg, 1871-1884
    - Bayern, 1871-1884
    - Bayer posttaxe, timbre-taxe 1871-1884
    - Munchen, 1871-1884
    - Nurnberg, 1871-1884
    - Regensburg, 1871-1884
    - Speyer, 1871-1884
    - Wurzburg, 1871-1884

  - Bergedorf
    - Bergedorf local verkehr, 1887-1888

  - Lübeck
    - Local-verkehr Lübeck, 1888-1890
    - Luebeck local-verkehr, 1888-1890
    - Luebeck hansa, 1897-1900

  - Wurtemberg
    - Württemberg 1871-1918
    - K. Württ. post amtlicher verkehr, 1875-1907
    - K. Wurttemberg, 1875-1907
    - Porto pflichtige, 1875-1918

- République de Weimar, 1919-1933
  - État libre de Bavière
    - Freistaat Bayern, Deutsches Reich, en surcharge, 1919-1920
    - Bayern, 1919-1920
    - Bayer posttaxe, timbre-taxe 1919-1920

  - État populaire de Wurtemberg
    - Porto pflichtige, 1918-1919
    - Volkstaat Württemberg, 1919-1920
    - Volkstaat Württemberg, en surcharge, 1919-1920
    - Wuerttemberg, 1920

Puis timbres d'Allemagne.

#### Berlin-Ouest
- Land de la République fédérale allemande
  - Deutsche post, 1946-1954
  - Berlin, en surcharge sur des timbres des zones d'occupation de l'Allemagne, 1948-1949
  - Deutsche post Berlin, 1952-1954
  - Deutsche Bundespost Berlin, 1954-1990
  - Landespost Berlin, 1955

Puis timbres d'Allemagne.

#### Occupations militaires
- Occupation de l'Allemagne par l'URSS, le Royaume-Uni et les États-Unis
  - Deutsche post, 1946-1948

- Occupation de l'Allemagne par le Royaume-Uni et les États-Unis
  - AM post Deutschland, 1945-1948
  - Durch zu Köln deutsche post, 1948
  - HelftBerlin deutsche post, 1948
  - Kölner dom 1248-1948 700 jahre deutsche post, 1948
  - Notopfer 2 Berlin steuermarke, 1948-1949
  - Deutsche post, 1949

- Occupation de l'Allemagne par la Belgique
  - Allemagne Duitschland, en surcharge sur des timbres de Belgique, 1919-1920

- Occupations de l'Allemagne par la France
  - Zone française bierfpost, 1945

- Occupations du Bade par la France
  - Baden, 1947-1949

- Occupation de Berlin par l'URSS
  - Stadt Berlin, 1945

- Occupation de Berlin par la France, les États-Unis et le Royaume-Uni
  - Berlin-Ouest, Deutsche Bundespost Berlin, 1948-1949

- Occupation du Mecklembourg-Poméranie par l'URSS
  - Mecklemburg-Vorpommern, 1945-1946
  - Chiffre et Pfenning, 1945-1946
  - Gerbe de blé devant une grange, 1945-1946

- Occupations de la Rhénanie-Palatinat par la France
  - Rheinland-Pfalz, 1947-1949

- Occupation de la République démocratique allemande par l'URSS 
  - Deutsche post, 1946-1954

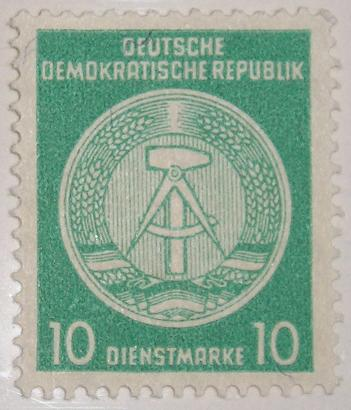

  - Sowjetische besatzungs zone, en surcharge sur des timbres de la zone d'occupation anglo-américaine et soviétique de l'Allemagne et sur des timbres du secteur soviétique de Berlin, 1948

- Occupations de la Sarre par la France
  - Sarre, en surcharge sur des timbres d'Allemagne, 1920
  - Sarregebiet, en surcharge sur des timbres d'Allemagne, 1920-1921
  - Saargebiet, 1921-1935
  - Saar, 1945-1956
  - Saarpost, 1945-1956

- Occupation de la Saxe par l'URSS
  - Bodenreform provinz Sachsen, 1945
  - Provinz Sachsen, 1945

- Occupation de la Saxe occidentale par l'URSS
  - Deutsche post, 1945
  - Deutsche post leipziger, 1945
  - Deutsche post volkssolidaritat, 1946
  - Deutsche post Leipzig, 1946
  - Deutsche post Leipzig messe 1946, 1946

- Occupation de la Saxe orientale par l'URSS
  - Post, 1945
  - Post ПOЧTA, 1945
  - Deutsche post bundesland Sachsen wir bauen auf!, 1946

- Occupation de Thuringe par l'URSS
  - Thuringen, 1945
  - Thuringen wir bauen brucken, 1945

- Occupations du Wurtemberg par la France
  - Württemberg, 1947-1949

#### Plébiscite
- Schleswig
  - Slesvig plebiscit, 1920
  - Plebiscit Slesvig, 1920

Puis timbres d'Allemagne et du Danemark.

#### République démocratique allemande
- Indépendant, 1950-1990
  - Deutsche Demokratische Republik, 1950-1960
  - DDR, 1960-1990
  - Deutsche Post, 1990

Puis réunification avec la République fédérale allemande.

#### Sarre
- Occupations de la Sarre par la France après la Première Guerre mondiale
  - Sarre, en surcharge sur des timbres d'Allemagne, 1920
  - Sarregebiet, en surcharge sur des timbres d'Allemagne, 1920-1921
  - Saargebiet, 1921-1935

- Timbres d'Allemagne, 1935-1945

- Occupations de la Sarre par la France après la Seconde Guerre mondiale
  - Saar, 1945-1956
  - Saarpost, 1945-1956

- Land de la République fédérale allemande
  - Saarland deutsche bundespost, 1957-1959

Puis timbres d'Allemagne.

### Andorre
Le transport du courrier à l'intérieur du pays est gratuit. Les timbres émis par les postes espagnoles et françaises servent donc au transport des plis vers l'étranger via ces deux pays.
- Indépendant
  - Andorre dit français, bureaux français :
    - Timbres français oblitérés à Andorre, 1882-1931
    - Timbres français surchargés "Andorre", 1931-1932
    - Vallées d'Andorre, 1932-1943
    - Andorre, 1944-1974
    - Andorre Andorra, 1975-1977
    - Principat d'Andorra, 1978- (en cours)

  - Andorre dit espagnol, bureaux espagnols :
    - Timbres espagnols oblitérés à Andorre, -1928
    - Timbres espagnols surchargés "Correos Andorra", 1928
    - Andorra, 1929-1979
    - Correus Principat d'Andorra, 1979-1999
    - Principat d'Andorra Correus, 1979-1999
    - Correus espanyols Andorra, 1999- (en cours)
    - Principat d'Andorra Correus espanyols, 1999- (en cours)

### Angola
- Colonie du Portugal
  - Angola, 1870-1975
  - Provincia de Angola, 1885
  - Porteado Angola, 1904-1921

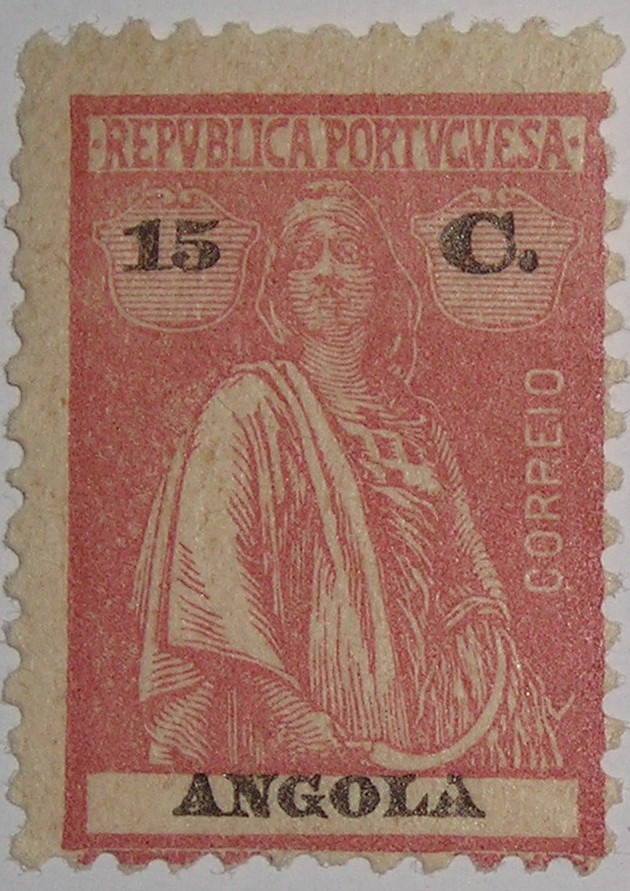

  - Republica Angola, en surcharge sur des timbres d'Afrique portugaise, 1913
  - Republica portuguesa Angola, 1913-1974
  - Governo geral de Angola, 1929
  - Imperio colonial portugues Angola, 1938
- Indépendant, 1975- (en cours)
  - Republica popular de Angola, 1975-1977
  - Angola, 1975- (en cours)

#### Cabinda
- Colonie du Portugal Actuel Cabinda
  - Congo, 1893-1920
  - Angola, 1920- (en cours)

### Antigua-et-Barbuda
- Colonie du Royaume-Uni
  - Antigua, 1862-1981
- Indépendant, 1981- (en cours)
  - Antigua & Barbuda, 1981- (en cours)

#### Barbuda
- Colonie du Royaume-Uni
  - Barbuda, en surcharge sur des timbres des îles du Vent, 1922-1924
  - utilisation des timbres d'Antigua, 1924-1968
  - Barbuda, 1968-1981
  - Barbuda, en surcharge sur des timbres d'Antigua, 1973-1981
- Région d'Antigua-et-Barbuda, 1981- (en cours)
  - Barbuda, 1981-2000
  - Barbuda Mail, en surcharge sur des timbres d'Antigua-et-Barbuda, 1982-2000
  - utilisation des timbres nationaux non surchargés, depuis 2000

#### Redonda
- Redonda, 1979-1991 Timbres abusifs

### Arabie saoudite
- Indépendant, 1916- (en cours)
  - Hedjaz & Nedjde, 1929
  - Hejaz & Nejd, 1929
  - Royaume de l'Arabie saoudite, 1934-1957
  - S.A.K., 1960-1961
  - Royaume de l'Arabie saoudite, 1960-1966
  - Arabie saoudite, 1963-1964
  - Kingdom of Saudi Arabia, 1965-1971
  - Saudi Arabia, 1965-1975
  - Saudi Arabia kingdom, 1965-1975
  - SA, 1966
  - K.S.A., 1974-1982
  - Armoiries : palmier au-dessus de deux épées croisées, pas de mention de pays en caractères latins, 1982- (en cours)

#### Royaume duHedjaz
- Indépendant
  - Légendes en arabe, 1916-1925

Puis timbres du Nejd.

#### Sultanat puis royaume duNedjed
- Indépendant
  - Légendes en arabe, 1925-1932

Puis timbres d'Arabie saoudite.

### Argentine
- Indépendant
  - Confecon Argentina, 1858-1861
  - República Argentina, 1862-1952, 1956- (en cours)
  - R. Argentina, 1862-1952, 1956- (en cours)
  - Compañía telegráfica del Río de la Plata, timbre-télégraphe, 1887
  - Ferro-carril andino, 1887
  - Ferro-carril Buenos Aires y puerto de la Ensenada, 1887
  - Ferro-carril central al norte, 1887
  - Ferro-carril argentino del este, 1887
  - Ferro-carril Buenos Aires al Pacífico, 1887
  - Ferro-carril Santa Fe a las colonias, 1887
  - Telégrafo nacional, 1887
  - Telégrafo trasandino, 1887
  - Correos argentinos, 1888-1890
  - Argentina, 1952-1964

#### Buenos Aires
- État d'Argentine
  - Correos Buenos Aires, 1858-1860
- Province d'Argentine
  - Correos Buenos Aires, 1860-1862
  - Telégrafos provincia Buenos Aires, timbre-télégraphe, 1888-1890

Puis timbres d'Argentine.

#### Cordoba
- Province d'Argentine
  - Córdoba, 1858
  - Telégrafos provinciales, timbre-télégraphe, 1891

Puis timbres d'Argentine.

#### Corrientes
- Province d'Argentine
  - Corrientes, 1856-1898

Puis timbres d'Argentine.

### Arménie
- Première indépendance
  - K 60 K, en surcharge sur des timbres d'URSS, 1919
  - ՀԱՅԱՍՏԱՆՒ Armenia, 1920
  - 5R, en surcharge sur des timbres d'URSS, 1920-1921
- République socialiste soviétique d'Arménie
  - Հ ա չ, 1921-1923
  - ՌՈՒԲԼՒ, 1921-1923
  - Timbres d'URSS, 1923-1992
- Seconde indépendance, 1992- (en cours)
  - ՀԱՅԱՍՏԱՆ Armenia, 1992- (en cours)

### 

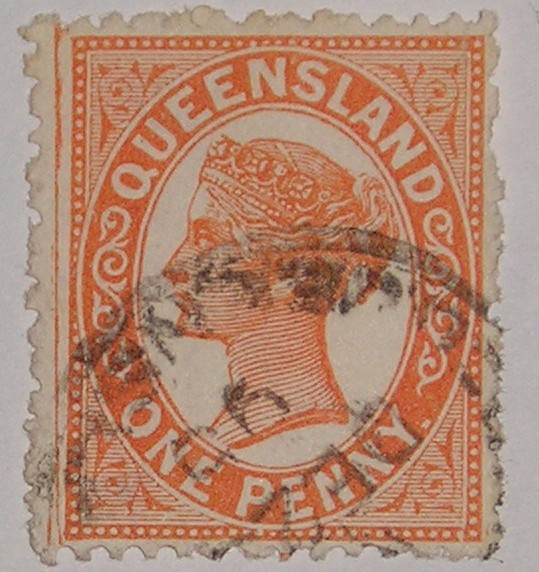

### Australie
- Australia, 1913- (en cours)

#### Avant l'unification postale
Colonies du Royaume-Uni jusqu'en 1901, puis États australiens
- Australie-Méridionale
  - South Australia, 1855-1912

- Australie-Occidentale
  -  Western Australia, 1854-1912

- Nouvelle-Galles du Sud
  - Aust sicillum nov camb, 1850
  - Postage W Aust sicillum nov camp, 1850
  - New South Wace postage, 1851
  - New South Waees postage, 1851
  - New South Wale postage, 1851
  - New South Wales postage, 1851
  - New South Walls postage, 1851
  - New South Wales, 1851-1907
  - Electric telegraphs N.S. Wales, timbre-télégraphe, 1871
  - N.S. Wales, 1871
  - N.S.W., 1891-1897
  -  N.S.W. Postage, 1891-1897
  - OS NSW, en surcharge sur des timbres d'Australie, 1913-1927

- Queensland
  - Queensland, 1860-1911
  - Queensland postage, 1866- (en cours)
  - Commonwealth Queensland, 1903-1910

- Tasmanie
  - Van Diemens Land , 1853-1857
  - Tasmania, 1858-1914
  - Stamp duty Tasmania, 1880

- Victoria
  - Victoria, 1850-1908
  - Victoria postage, 1854-1912
  - Victoria registered, 1854-1912
  - Victoria stamp duty, 1854-1912
  - Victoria too late, 1854-1912

#### Territoires extérieurs

##### Île Christmas
- Christmas island Australia, 1958
- Christmas island, 1963-1968
- Christmas island Indian Ocean, 1968-1993
- Christmas island Australia, 1993- (en cours)

Depuis 1993, les timbres de l'île Christmas sont valables en Australie continentale et inversement.

##### Îles Cocos
- Cocos (Keeling) Islands, 1963- (en cours)

Depuis 1994, les timbres des îles Cocos sont valables en Australie continentale et inversement.

##### Île Norfolk
- Norfolk Island, 1947- (en cours)

##### Territoire antarctique australien
- Australian Antarctic Territory, 1957- (en cours)

Les timbres du Territoire Antarctique australien sont valables en Australie continentale.

### Autriche
- Indépendant
  - Empire d'Autriche, 1850-1867
    - KKpost-stempel, 1850
    - Zeitungs-post stampel, 1851-1858
    - Zeitungs-post stempel, 1851-1858
    - Kais. Kön. zeitungs stämpel, 1853-1867
    - Kais. Kön. zeitungs stempel, 1853-1867
    - KR, 1858-1864
    - Stempel zeitungs, 1861-1863

  - Autriche-Hongrie, 1867-1918
    - Kais. Kön. zeitungs stämpel, 1867-1890
    - Kais. Kön. zeitungs stempel, 1853-1890
    - Wiener privat-telegraphen-gesellschaft, timbre-télégraphe, 1870
    - K.K. Oest. telegraphen-marke, timbre-télégraphe, 1873-1876
    - Oesterr. post, 1883-1906
    - Kaiserliche königliche österreichische Post, 1908-1917
    - Porto, 1908-1916
    - Porto, en surcharge, 1908-1916

  - Deutsch-Österreich, 1918-1922
    - Deutschösterreich, 1918-1921
    - Deutschösterreich, en surcharge, 1918-1921

  - Österreich, 1922-1938
    - Oesterreich, 1923
    - Österreich, 1922-1938

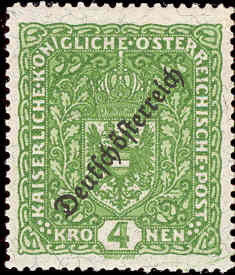

- Annexion au Troisième Reich lors de l'Anschluss 
  - Timbres du Troisième Reich, 1938-1945
- Indépendant, 1945- (en cours)
  - Österreich, en surcharge sur des timbres d'Allemagne, 1945
  - Republik Österreich, 1945- (en cours)
  - WB. PR. TEL. GES., 1970
  - Austria, 2002- (en cours)

#### Levant autrichien
Bureaux dans l'Empire ottoman
- sld, 1867
- Imper. reg. posta Autr., 1883

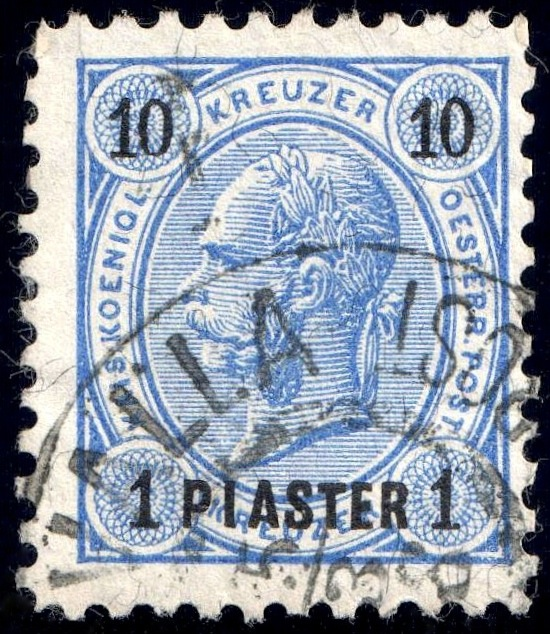
Piaster

- Para ou Piaster, en surcharge sur des timbres d'Autriche, 1886-1914

Puis timbres de l'Empire ottoman.

#### Lombardo-Vénétie
Région d'Autriche
- Centesimi, 1850
- KKpost stempel, 1850
- Kais. Kön. zeitungs stämpel, 1858
- Soldi, 1858-1864

Puis timbres d'Italie.

#### Occupation de l'Autrichepar l'URSS, lesÉtats-Unis, leRoyaume-Uniet laFrance
- Österreich, en surcharge sur des timbres d'Allemagne, 1945

#### Tyrol
Land autrichien 
- Freimarke land Tirol, 1919-1921

Puis timbres d'Autriche.

### Azerbaïdjan
- Première indépendance
  - République d'Azerbaïdjan, 1919-1920
- République socialiste soviétique d'Azerbaïdjan
  - АЗЕРБАЙДЖАН, 1921-1923
  - АЗЕРБАЙДЖАНСКАЯ, 1921-1923
- République socialiste soviétique de Transcaucasie
  - ЗСФСР, en surcharge sur des timbres d'URSS, 1923
  - ЗСФСР, en surcharge sur des timbres d'Arménie, 1923
  - 700 000 PYБ, en surcharge, 1923[Quoi ?]
  - ЗСФСР, 1923
- République socialiste soviétique d'Azerbaïdjan
  - timbres d'URSS, 1923-1992
- Seconde indépendance
  - Azərbaycan, 1992- (en cours)
  - Azärbaycan, 1992- (en cours)

#### Haut-Karabagh
- Région occupée par l'Arménie
  - Republic of Mountainous Karabakh, 1993
  - Republic of Nagorno-Karabakh, 1996- (en cours)

## B

### Bahamas
- Colonie du Royaume-Uni
  - Bahamas et effigie royale (Victoria, Édouard VII ou Élisabeth II), 1859-1973
- Indépendant
  - Bahamas, 1973- (en cours)

### Bahreïn
- Colonie du Royaume-Uni
  - Bahrain, en surcharge sur des timbres de l'Inde britannique, 1933-1945
  - Bahrain, en surcharge sur des timbres du Royaume-Uni, 1948-1960
  - Bahrain, 1953-1970
- Indépendant
  - State of Bahrain, 1971-2003
  - Kingdom of Bahrain, 2003- (en cours)

### Bangladesh
- Indépendant
  - Bangla desh, 1971
  - Bangladesh, 1972- (en cours)

### Barbade
- Colonie du Royaume-Uni
  - Barbados, 1852-1966
- Indépendant
  - Barbados, 1966- (en cours)

### Belgique
- Indépendant, 1849- (en cours)
  - Postes cent., 1848-1867
  - Postes centime, 1848-1867
  - Postes cents, 1848-1867
  - Belgique België, 1849- (en cours)
  - België Belgique, 1849- (en cours)
  - Postes un centime, 1863
  - Postes un franc, 1865
  - Telegraphes, timbre-télégraphe, 1866-1899
  - À percevoir, timbre-taxe 1870
  - Belgie, 1884- (en cours)
  - België, 1884- (en cours)
  - Belgie posterijen, 1884- (en cours)
  - Belgique, 1884- (en cours)
  - A payer, timbre-taxe 1895-1953
  - Te betalen, timbre-taxe 1895-1953
  - Bruxelles Brussel, 1896
  - Telephone telephoon, timbre téléphone 1890
  - T, en surcharge, 1919
  - VII olympiade 1920 Anvers-Antwerpen, 1920-1921
  - Colis postal, timbre colis 1929-1952
  - Colis postaux, timbre colis 1929-1952
  - Post collo, timbre colis 1929-1963
  - Postcolli, timbre colis 1929-1963
  - Postcolli spoorwegen, timbre colis 1938
  - Chemin de fer colis postaux, timbre colis 1938
  - T, 1946-1988
  - B, 1949-1987

Pour les colonies belges, voir: République démocratique du Congo, Rwanda et Burundi.

### Belize
- Colonie du Royaume-Uni
  - British Honduras, 1866-1973
  - BR. Honduras, 1971-1972
- Indépendant
  - Belize, en surcharge sur des timbres du Honduras britannique, 1973
  - Belize et effigie d'Élisabeth II, 1973-1987
  - Belize, 1987- (en cours)

#### Cayes du Belize
- Territoire du Belize
  - Cayes of Belize, 1984-1985

### Bénin
- Colonie de la France, 1892-1894
  - Benin, en surcharge sur des timbres de 1881 des colonies françaises, 1892-1894
  - Bénin, en surcharge sur des timbres de 1881 des colonies françaises, 1892-1894
  - Golfe de Bénin, 1893
  - Benin, 1892-1894
  - Bénin, 1892-1894
  - Dahomey et dépendances, 1899-1912

Plus de référence à la république pendant le régime de Vichy, 1941-1944.
Timbres de l'Afrique-Occidentale française de 1944 à 1960.
- Indépendant, 1960- (en cours)
  - République du Dahomey, 1960-1975
  - République populaire du Bénin, 1976-1990
  - République du Bénin, 1990- (en cours)

### Bhoutan
- Indépendant, 1954- (en cours)
  - Bhutan, 1954- (en cours)
  - Bhetan, 1967

### Biélorussie
- Première indépendance, 1918-1922
  - ACOБHbI ATPAДБHP, 1920[Quoi ?]
- République socialiste soviétique de Biélorussie
  - timbres d'URSS, 1922-1992
- Seconde indépendance, 1992- (en cours)
  - Беларусь Belarus' , 1992- (en cours)

### Bolivie
- Indépendant, 1867- (en cours)
  - Correos Bolivia contrados, 1867-1868
  - Correos de Bolivia, 1867-1957, 1971- (en cours)
  - Transacciones sociales Bolivia, 1870
  - Republica boliviana, 1912-1930
  - Bolivia, 1957-1971

### Bosnie-Herzégovine
- Partie de l'Empire ottoman, 1863-1878
  - Timbres de l'Empire ottoman

- Partie de l'Autriche-Hongrie, postes militaires, 1878-1918

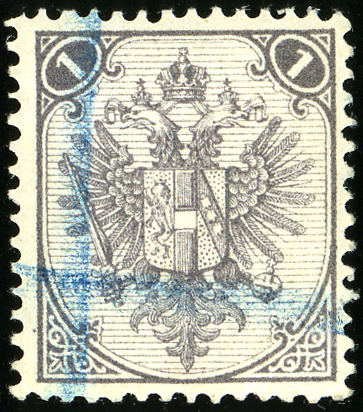
Premier timbre de la Bosnie sous occupation autrichienne.

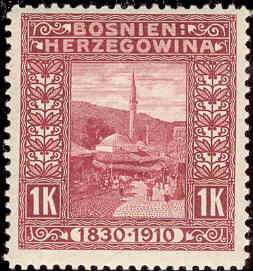
En 1910 pour les 80 ans de l'empereur.

- - Timbres spécifiques, armoiries sans mention, 1879-1906
  - Militärpost portomarke, 1904-1908
  - Milit.post-portomarke, 1904-1908
  - Bosnien Herzegowina, 1906-1917
  - Bosnien Hercegovina, 1906-1917
  - Militärpost eilmarke, 1916
  - K.u.K. Militärpost Bosnien Herzegowina, poste de campagne, 1916-1918
  - K.u.K. Militärpost, poste de campagne, 1916-1918
  - K.und K. Militärpost, poste de campagne, 1916-1918
- Partie de la Yougoslavie
  - Timbres de Bosnie autrichienne surchargés, 1918-1919
  - Timbres du royaume des Serbes, Croates et Slovènes, 1918-1930
  - Timbres du royaume de Yougoslavie, 1930-1941
  - Timbres de Croatie, 1941-1945
  - Timbres de Yougoslavie, 1945-1991
- Indépendance
  - Republika Bosna i Hercegovina, 1993-1996
  - Bosna i Hercegovina, 1996- (en cours)

#### Fédération de Bosnie-et-Herzégovine(croato-musulmane)
- Partie de la Bosnie-Herzégovine
  - Republika Bosna I Hercegovina - Hrvatska zajednica Herceg Bosna et logo postal, 1993
  - Bosna I Herzegovina - Hrvatska republika Herceg bosna et logo postal, 1993-1994
  - Bosna I Herzegovina - HR Herceg bosna et logo postal, 1994
  - Republika herceg bosna et logo postal, 1994
  - HR herceg bosna - Bosna I Hercegovina et logo postal, 1995-1996
  - Bosna I Hercegovina et logo postal, 1996-1999
  - Bosna I Hercegovina - HPT, 1999-2004
  - Bosna I Hercegovina - HP Mostar, 2004- (en cours)

#### Republika Srpska(serbe)
- Partie de la Bosnie-Herzégovine
  - Република Српска en surcharge sur des timbres de Yougoslavie, 1992
  - Република Српска, 1993
  - Република Српска et logo postal, 1994-2005
  - Босна и Херцеговина - Република Српска, 2005- (en cours)

### Botswana
- Colonie du Royaume-Uni, 1886-1897
  - British Bechuanaland postage & revenue, 1887-1888
  - British Bechuanaland postage and revenue, 1887-1888
  - British Bechuanaland, en surcharge sur des timbres du Cap de Bonne Espérance et du Royaume-Uni, 1886-1897
- Protectorat du Royaume-Uni, 1888-1966
  - Bechuanaland, 1965
  - Bechuanaland, en surcharge sur des timbres d'Afrique du Sud, 1946
  - Bechuanaland Protectorate, 1832-1966
  - Protectorate, en surcharge sur des timbres du Bechuanaland, 1888
  - Bechuanaland Protectorate, sur des timbres du Cap de Bonne Espérance, du Royaume-Uni, d'Afrique du Sud et du Transvaal, 1889-1926
- Indépendant, 1966- (en cours)
  - Botswana, en surcharge sur des timbres du Bechuanaland, 1966
  - Republic of Botswana, en surcharge sur des timbres du Bechuanaland, 1966
  - Botswana, 1966- (en cours)

### Brésil
- Empire du Brésil, 1843-1889

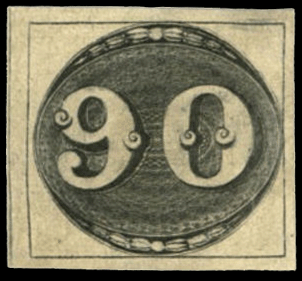

  - 10, 30, 60, 90, 180, 280, 300, 430, 600, sur fond noir ou bleu (voir Œil de bœuf), 1843-1866
  - Brazil, 1866-1889
  - Brazil correio, 1866-1889
  - Telegrapho do interior, timbre-télégraphe, 1869-1873
  - Imperio do Brazil, 1884
- République du Brésil, 1889- (en cours)
  - Brazil, 1889-1918
  - Brazil correio, 1889-1919
  - Brasil, 1889-1919
  - Brasil correio, 1889-1919

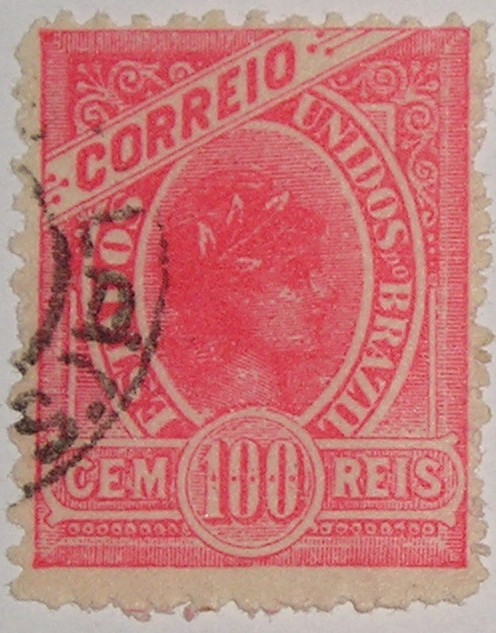

  - Republica do E.U. do Brasil, 1894-1905
  - Estados Unidos do Brasil, 1894-1905
  - E.U. do Brasil, 1900-1909
  - Correspondencia dilacerada, 1912
  - Correio do Brasil, 1960-1967
  - Correios do Brasil, 1960-1967

#### Bureaux étrangers àBahia,PernamboucetRio de Janeiro
- Bureaux du Royaume-Uni
  - Timbres du Royaume-Uni oblitérés « C81 », « C82 » et « C 83 », 1866-1874
- Bureaux de France
  - Timbres de France oblitérés d'une ancre dans un losange de petits points, 1860-?

#### Compagnies aériennes
Ces compagnies aériennes privées ont été émis des timbres de surtaxe aérienne pour les plis qu'elles prenaient en charge. Ils étaient reconnus et admis par l'administration postale brésilienne.
- Condor
  - Syndicato condor, 1927-1930
  - Primeiro voov commercila, 1930
  - Servicio aereo condor, 1930
  - Graf Zeppelin, en surcharge, 1930
- Varig pour Viacaos Aereos Rio Grande do Sul 
  - Varig, en surcharge, 1927-1931
  - Varig, 1931-1934
- E.T.A. pour Empreza de Transportes Aereos 
  - EAT Brasil, 1929

#### Guerre contre leParaguay
- Timbres pour la correspondance des soldats
  - Exercito em operacoes contra o Paraguay, 1865-1870

### Brunei
- Colonie du Royaume-Uni
  - Brunei, en surcharge sur des timbres de Labuan, 1906
  - Brunei, 1906-1984
- Occupation par le Japon
  - Caractères japonais en surcharge, 1942-1944
- Indépendant
  - Brunei Darussalam, 1984- (en cours)

### Bulgarie
- Principauté de Bulgarie, 1879-1909
  - БЪЛГАРСКА ПОЩА, 1879-1909
  - БЪЛГАРИЯ ПОЩА ТАКСА, 1884-1909 (timbre-taxe)
- Royaume de Bulgarie, 1909-1944
  - БЪЛГАРСКА ПОЩА, 1909-1926
  - ЦАРСТВО БЪЛГАРИЯ, 1937-1944
  - БЪЛГАРИЯ, 1920-1944
  - Bulgarie БЪЛГАРИЯ, 1938
- République de Bulgarie, 1944- (en cours)
  - NR Bulgaria, 1946-1967
  - Poste bulgare republika Bulgaria, 1947
  - НР БЪЛГАРИЯ, 1949-1988
  - НР БЪЛГАРИЯ ПОЩА, 1949-1988
  - БЪЛГАРИЯ, 1944-1948
  - БЪЛГАРИЯ Bulgaria, 1989- (en cours)

Dans l'alphabet cyrillique, Bulgarie s'écrit БЪЛГАРИЯ.
De 1946 à 1989, les lettres NR (alphabet latin) et НР (cyrillique) à côté du nom du pays signifient république populaire.

### Burkina Faso
- Colonie de la France
  - Timbres du Soudan français (actuel Mali), 1894-1902
  - Timbres de Sénégambie-et-Niger, 1902-1906
  - Timbres du Haut-Sénégal-et-Niger, 1906-1917
  - Haute-Volta, en surcharge sur des timbres du Haut-Sénégal-et-Niger, 1920-1928
  - Haute-Volta, 1920-1931

Puis partage entre les colonies de Côte d'Ivoire, du Niger et du Soudan français (l'actuel Mali) de 1932 à 1947.
- Timbres de Côte d'Ivoire, du Niger et du Soudan français selon le lieu, 1932-1944

En 1947, la Haute-Volta est recréée par l'administration coloniale.
- Timbres de l'Afrique-Occidentale française, 1944-1959
- Indépendance 1984- (en cours)
  - République de Haute-Volta, 1959-1984
  - Burkina Faso, 1984- (en cours)

### Burundi
- Colonie allemande de l'Afrique orientale allemande
  - Timbres de cette colonie, -1916

- Occupation par la Belgique
  - A.O., surcharge sur les timbres du Congo belge, 1918
  - Kigoma, surcharge sur les timbres du Congo belge, 1916-1922
  - Ruanda, surcharge sur les timbres du Congo belge, 1916-1922
  - Urundi, surcharge sur les timbres du Congo belge, 1916-1922
  - Est africain allemand occupation belge. duitsch oost afrika belgische bezetting., surcharge sur les timbres du Congo belge, 1916-1922
- Territoire sous mandat belge, 1924-1961
  - Ruanda Urundi, surcharge sur les timbres du Congo belge, 1924-1931
  - Ruanda-Urundi, surcharge sur les timbres du Congo belge, 1925
- Indépendant, 1962- (en cours)
  - Royaume du Burundi, surcharge sur des timbres du Ruanda-Urundi, 1962
  - Royaume du Burundi, 1962-1966
  - République du Burundi, surcharge, 1967
  - République du Burundi, 1967- (en cours)

## C

### Cambodge
- Indochine française, Protectorat français du Cambodge : RF - Indochine, colonisation française, 1889-1946

- Indépendance :
  - Royaume du Cambodge :
    - Royaume du Cambodge, 1951-1961
    - Cambodge, 1961-1971

  - République khmère, 1971-1976

Il n'y a pas d'émission connue entre 1976 et 1980, la situation intérieure du pays fut très chaotique pendant les années 1970 et 1980.
- Depuis l'intervention du Viêt Nam :
  - République populaire du Kampuchéa, 1980-1984
  - R.P. Kampuchéa, 1984-1989
  - État du Cambodge, 1989-1993
  - Cambodge, 1993
  - Royaume du Cambodge, 1993-2002
  - Kingdom of Cambodia, 2002-(en cours)

### Cameroun
- Colonie allemande, 1884-1915

- Occupation franco-britannique, 1915-1919 :
  - Timbres du Gabon français surchargés « Corps Expéditionnaire Franco-Anglais CAMEROUN » sur trois lignes, 1915
  - Timbres du Moyen-Congo et du Congo français surchargés « Occupation Française du Cameroun » puis « CAMEROUN Occupation Française », émission de 1916
  - Timbres du Cameroun allemand surchargés « C.E.F. » (pour Cameroons Expedionary Force)

- Mandat français :
  - Timbres du Moyen-Congo surchargés « CAMEROUN », 1921-1925
  - RF - Cameroun, 1925-1955

- Mandat britannique, incluse jusqu'en 1960 dans la colonie du Nigeria :
  - Timbres du Nigeria surchargés « Cameroons U.K.T.T. » (pour United Kingdom Trusteship Territory, territoire sous tutelle du Royaume-Uni), 1960-1961
 Par référendum, les habitants de la partie nord rejoinrent le Nigeria indépendant, la partie sud forma avec l'ancien mandat français la République fédérale du Cameroun

- Indépendance :
  - Cameroun, 1960-1961
  - République fédérale du Cameroun, 1961-1969
  - Même mention plus en anglais Federal Republic of Cameroon, 1969-1972
  - République unie du Cameroun - United Republic of Cameroon, 1972-1984
  - République du Cameroun - Republic of Cameroon, 1984- (en cours)

### Canada
- Avant la Confédération :
  - Canada (comprendre Haut-Canada et Bas-Canada, actuels Ontario et Québec), Canada Postage, 1851-1864
  - Nouveau-Brunswick, New Brunswick, 1851-1868
  - Nouvelle-Écosse, Nova Scotia, 1851-1868
  - Terre-Neuve, St. John's Newfoundland puis Newfoundland, 1857-1947
  - Colombie-Britannique et Île de Vancouver,
    - Colombie-Britannique, British Columbia Postage, 1860-1869
    - Île de Vancouver, Vancouver Island, 1865
    - Émissions conjointes, British Columbia Postage, 1868-1871

  - Île du Prince-Édouard, Prince Edward Island, 1861-1873
- Canada confédéré, Canada, 1868 (en cours)

### Cap-Vert
- Cabo Verde, 1877- (en cours)

### République centrafricaine
- Colonie française :
  - Timbres des Congo et Moyen-Congo français, -1915
  - Timbres précédents surchargés « Oubangui-Chari-Tchad », 1915-1922
  - Nouvelle surchargé « Oubangui-Chari » puis la même et « Afrique équatoriale française», 1922-1933
    - Oubangui-Chari, émission de l'Exposition coloniale de Paris, 1931

  - Timbres de l'Afrique-Équatoriale française, 1936-1959

- Indépendance :
  - République centrafricaine, 1959-1977
  - Timbres précédents surchargés « Empire centrafricain », 1977
  - Empire centrafricain, 1978-1979
  - République centrafricaine, 1979- (en cours)

### Chili

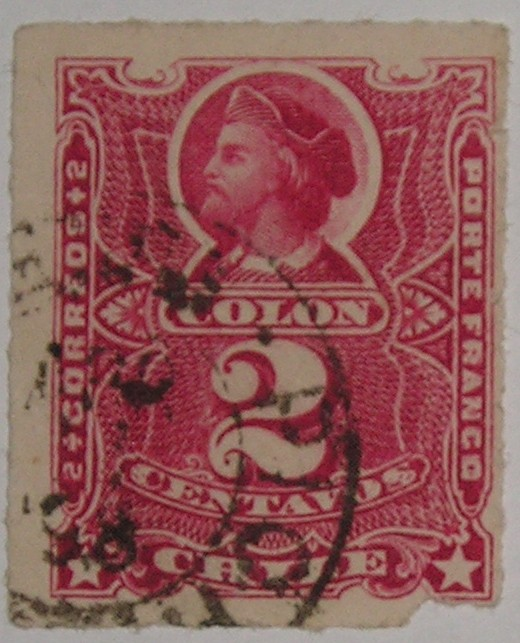

Correos de Chile, puisChile, 1853- (en cours)
Bureaux étrangers :
- bureaux français à Caldera et Valparaíso, timbres français oblitérés par un cachet hexagonal
- bureaux britanniques à Caldera, Cobija et Coquimbo, timbres britanniques oblitérés C30, C37, C39 ou C40.

### Chine
- Bureaux étrangers en Chine :

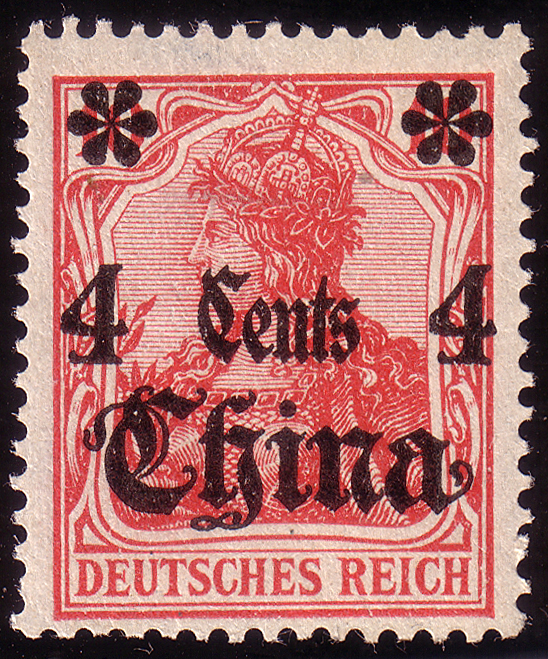
Poste allemande en Chine, 1905

  - Bureau italien de Pékin, 1917-1919
  - Bureau italien de Tianjin, 1917-1918

- Avant l’occupation japonaise :
  - Bureaux chinois au Tibet, 1911
  - Xinjiang, 1915-1924
  - Yunnan, 1926-1934
  - Mandchourie, 1927-1928
  - Sichuan, 1933

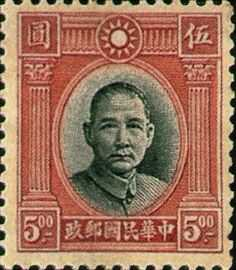
Timbre de 1938, Sun Yat-sen

- Occupation japonaise de la Chine, 1941-1942 :

- - Mandchoukouo, 1932-1945
  - Chine centrale, 1941-1942
  - Mongolie-Intérieure, 1941-1943
  - Henan, 1941
  - Hebei, 1941
  - Shanxi, 1941
  - Shandong, 1941
  - Supeh, 1941
  - Chine du Nord, 1942-1945
  - Chine du Sud, 1942

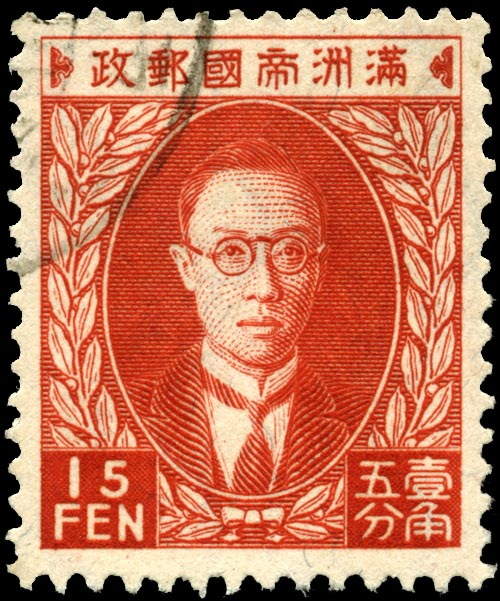
Mandchoukouo, l'empereur Pu Yi, 1935

- République de Chine, après la Seconde Guerre mondiale :
  - Provinces du Nord-Est (1946-1946)
  - Fujian (1949)
  - Hunan (1949)
  - Hubei (1949)
  - Gansu (1949)
  - Jiangxi (1949)
  - Guangxi (1949)
  - Shaanxi (1949)

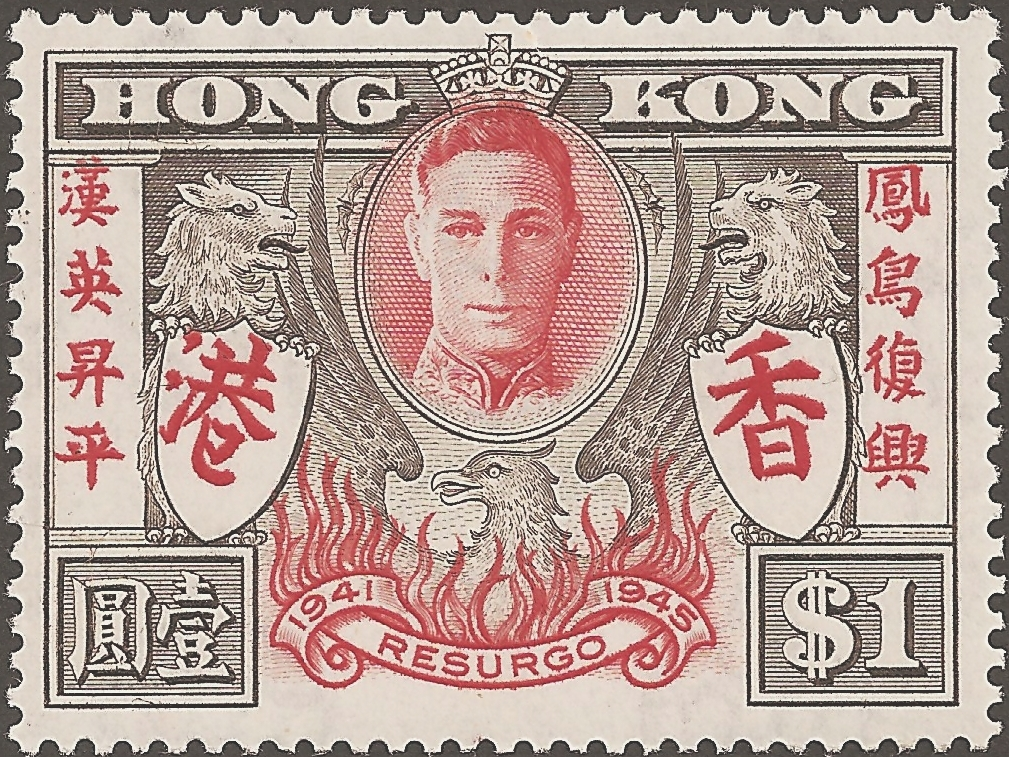
Hong Kong 1946

- République populaire de Chine :

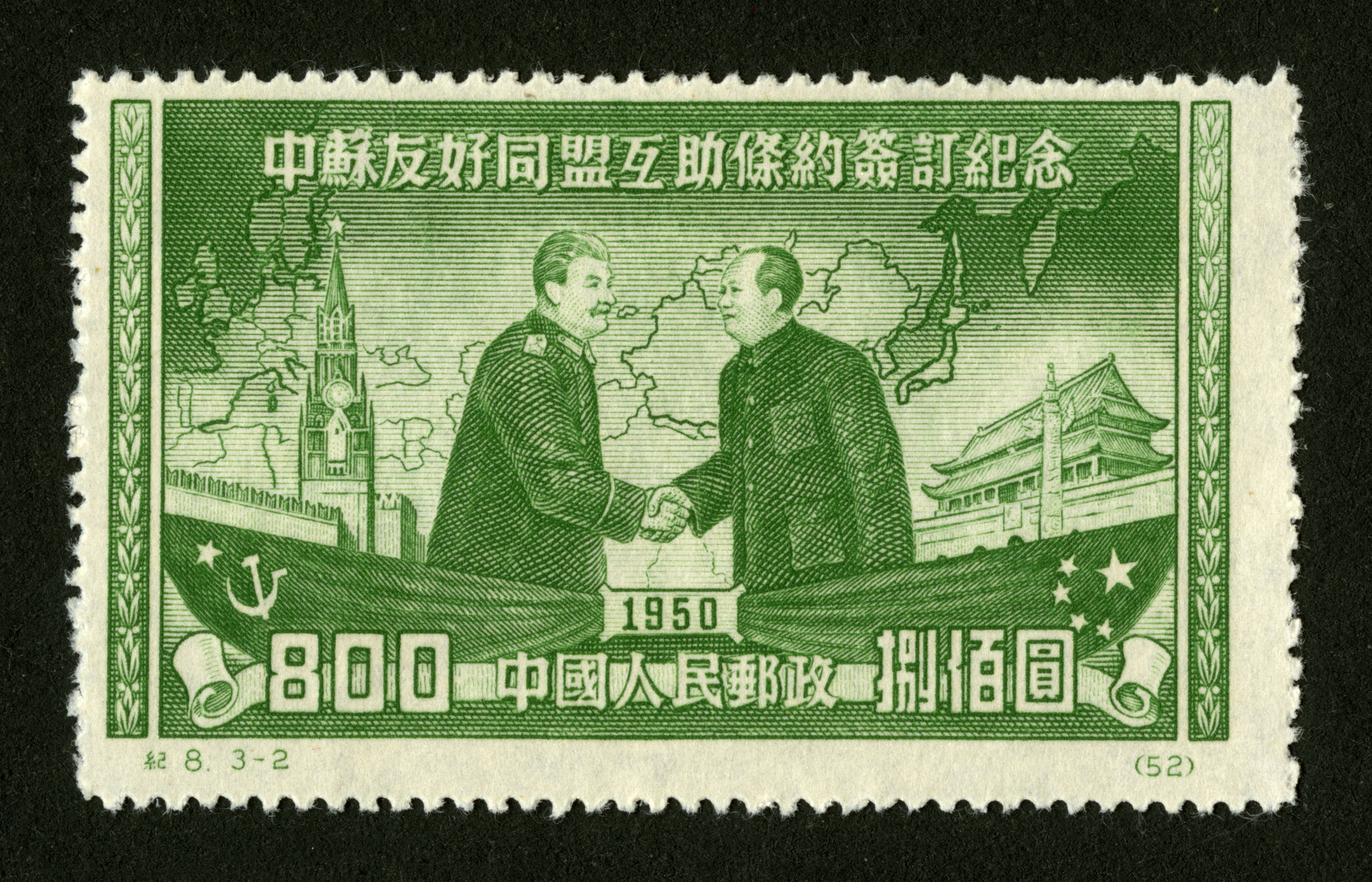
Staline et Mao, 1950

  - émissions de Chine du Nord-Ouest, 1945-1946
  - émissions de Chine du Nord-Est, 1946-1950
  - émissions de Port-Arthur et Dairen, 1946-1950
  - émissions de Chine du Nord, 1946-1949
  - émissions de Chine de l'Est, 1948-1949
  - émissions de Chine centrale, 1949-1950
  - émissions de Chine du Sud, 1949-1950
  - émissions de Chine du Sud-Ouest, 1949-1950

- République populaire de Chine, 1949 (en cours)
  - Hong Kong, colonie britannique, 1862-1997
    - Hong Kong, occupation japonaise, 1945

  - Macao, colonie portugaise, 1884-1999
  - Hong Kong, Hong Kong China, région autonome spéciale, 1997 (en cours)
  - Macao, région autonome spéciale, 1999 (en cours)

### Chypre
- Empire ottoman, 1863-1880

- Administration britannique, puis protectorat en 1914, puis colonie en 1925 :
  - Timbres britanniques sans surcharge, discernable par les numéros des cachets d'oblitération, 1878-1880
  - Timbres britanniques avec surcharge Cyprus, 1880-1881
  - Timbres propres, Cyprus, 1881-1960

- République indépendante :
  - Timbres de Chypre britannique surchargés ΚΥΠΡΙΑΚΗ ΔΗΜΟΚΡΑΤΙΑ - KIBRIS CUMHURIYETI (démocratie chypriote en grec et turc), 1960
  - République de Chypre, ΚΥΠΡΟΣ - KIBRIS - CYPRUS (grec, turc et anglais), 1960- (en cours)

- Sécession de la communauté chypriote turque :
  - Circulation de timbres turcs de la série du 50e anniversaire de la République de Turquie, fin 1973-1975
    - Ces mêmes timbres surchargés KIBRIS TÜRK FEDERE DEVLETI 13.2.1975, 1975

  - Administration turque de Chypre, KIBRIS TÜRK FEDERE DEVLETI POSTALARI, 1975-1983
  - République turque de Chypre nord, Kuzey Kibris Türk Cumhuriyeti, 1983- (en cours)

### Colombie

#### Ensemble du pays
- Confédération grenadine, 1859-1860
- États-Unis de la Nouvelle-Grenade, Estados Unidos de Nueva Granada, 1861-1862
- États-Unis de Colombie, 1862-1886
- République de Colombie :
  - Republica de Colombia, 1886-1925
  - Colombia, 1925- (en cours)

#### Émissions locales dans les États
- - Panama, -1903, puis indépendance
  - Bolívar, 1863-1885
  - Antioquia, 1868-1902
  - Cundinamarca, 1870-1904
  - Tolima, 1870-1888
  - Santander, 1884-1903
  - Boyacá, 1902-1904

#### Bureaux étrangers
- Bureaux britanniques à Aspinwall, Cartagena, Panama, Santa Marta et Sabanilla
- Bureau français à Santa Marta

### Comores

#### Coloniefrançaise
Pour Mayotte, voir la partie consacrée à la France.
- Anjouan, colonie française, 1892-1912
- Grande Comore, colonie française, 1897-1912
- Mohéli, colonie française, 1906-1912
- timbres français de Madagascar, 1912-1950
- Comores, colonie française puis TOM, 1950-1975

#### Indépendance
- Timbres français surchargés « État comorien », 1975
- État comorien, 1975-1977
- République des Comores, 1977-1979
- Timbres précédents surchargés « République fédérale islamique des Comores », 1979
- République fédérale islamique des Comores en alphabets latins et arabes, 1979-2000
  - Anjouan : des timbres-poste, fiscaux et des vignettes ont circulé entre 1997 et 2000 sans certitude de la réalité de leur usage sur place
- Union des Comores, 2000- (en cours)

### République du Congo

#### Coloniefrançaise
- Congo français, 1891-1903
- Moyen-Congo Afrique équatoriale française, 1907-1936
- timbres de l'Afrique-Équatoriale française, 1936-1959

#### Indépendance
- République du Congo, 1959-1970, et 1991- (en cours)
- République populaire du Congo, 1970-1991
- Congo, 1991-1993

### République démocratique du Congo

#### Colonie belge
- État indépendant du Congo, émissions de 1886 à 1894
- Congo belge, Belgisch Congo - Congo belge, 1909-1960

#### Indépendance
- Timbres du Congo belge surchargés « Congo », 1960
- Congo, 1960-1961
- République du Congo, 1961-1964
- République démocratique du Congo, 1964-1971
- Zaïre, République du Zaïre ou Zaïre, 1971-1997
- République démocratique du Congo, 1998- (en cours)

#### Émissions régionales et locales
- Katanga, timbres du Congo belge et du Congo surchargés, puis timbres propres, 1960-1962
  - Albertville, timbres du Katanga surchargés « Congo », 1961
- Sud-Kasaï, État autonome du Sud-Kasaï (surcharge ou mention), 1961
- Gouvernement rebelle à Stanleyville, timbres du Congo belge et du Congo surchargés « REPUBLIQUE POPULAIRE », 1964

### Corée du Nord

#### Corée
- Royaume, 1884-1905
- Bureaux japonais :
  - timbres japonais, 1876-1900
  - timbres spécifiques, 1900-1901
  - timbres japonais, 1901-1905
- Poste japonaise en Corée, timbres japonais, 1905-1945

#### Corée du Nord
- Occupation soviétique, 1946-1948
- République populaire :
  - mention du pays uniquement en alphabet hangeul, 1948-1977
  - mention en hangeul et DPRK en alphabet latin, 1977-1980
  - mention en hangeul et DPR Korea en alphabet latin, 1980- (en cours)

### Corée du Sud

#### Corée
- Royaume, 1884-1905
- Bureaux japonais :
  - timbres japonais, 1876-1900
  - timbres spécifiques, 1900-1901
  - timbres japonais, 1901-1905
- Poste japonaise en Corée, timbres japonais, 1905-1945

#### Corée du Sud
- Occupation alliée :
  - timbres japonais surchargés en alphabet hangeul, 1946-1948
  - Korea, 1948
- Corée du Sud indépendante :
  - mention Korea en alphabet latin ou mention hangeul et yin et yang, 1948-1966
  - mentions en hangeul, Republic of Korea et yin et yang, 1966-1980
  - mentions en hangeul et Korea, 1980- (en cours)

### Costa Rica
- Costa Rica, 1862- (en cours)
  - Province de Guanacaste, timbre surchargé Guanacaste, 1885-1892

### Côte d'Ivoire
- Colonie française :
  - Assinie, timbres français ou des colonies françaises oblitérés de ce comptoir, -1892
  - Côte d'Ivoire, 1892-1944
  - Timbres de l'Afrique-Occidentale française, 1944-1958

- Indépendance :
  - République de Côte d'Ivoire (parfois avec un tiret), 1958- (en cours)

### Croatie

#### Autriche-Hongrie
- timbres d'Autriche, 1850-1870
- timbres de Hongrie, 1870-1918

#### Yougoslavie

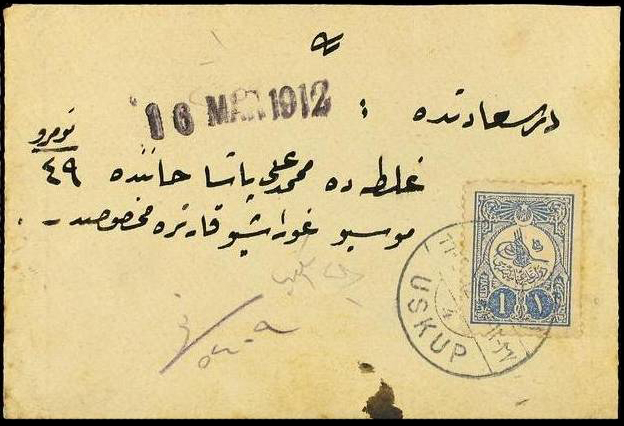
Enveloppe envoyée depuis Skopje (Uskup) en 1912 et portant un timbre ottoman.

- Royaume des Serbes, Croates et Slovènes, 1918-1931
- Royaume de Yougoslavie, Југославија et Jugoslavia, 1931-1941
- État indépendant de Croatie, Nezavisna Drzava Hrvatska / N.D. Hrvatska, 1941-1945
- République de Yougoslavie, Jugoslavia, 1945-1991

#### Indépendance
- Croatie, Republika Hrvatska, 1991- (en cours)
  - République serbe de Krajina
    - РЕПУБЛИКА СРПСКА КРАЈИНА, 1991-1997
    - СРЕМСКО - БАРАЊСКА ОБЛАСТ, 1997
    - Depuis cette date, utilisation de timbres croates

### Cuba
- Colonie espagnole :
  - timbres des Antilles espagnoles, 1855-1873
    - Bureaux français à La Havane et Santiago de Cuba, timbres français oblitérés C58 et C88

  - Ultramar, Cuba et Isla de Cuba, 1874-1898

- Administration des États-Unis :
  - Occupation, timbres de la colonie, puis timbres des États-Unis, surchargés « Cuba », 1898-1902

- Indépendance :
  - Cuba ou Republica de Cuba, 1902- (en cours)

## D

### Danemark

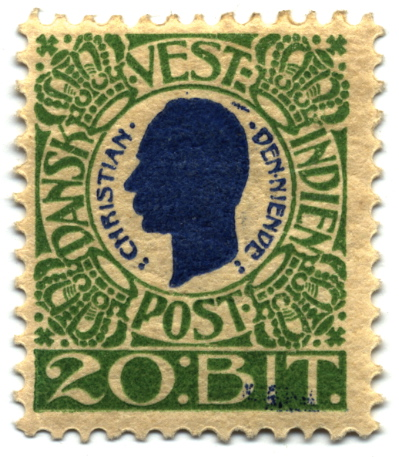

voir aussi Indes occidentales danoises, Histoire philatélique des îles Féroé

#### Danemark
- Danmark depuis 1870, 1851- (en cours)
- Bureaux en Allemagne de Bergedorf, Hambourg, Lübeck et Ratzebourg, -1864

#### Anciens territoiresdanois
- Islande, timbres danois oblitéré avec les cachets no 236 et 237, 1851-1873, puis autonomie.
- Indes occidentales danoises, Danks Vest Indies, 1856-1917.
- Schleswig, plébiscite, 1920

#### Territoires autonomes actuels
- Groenland :
  - Timbres danois, 1851-1938
  - Grønland KGL Post, 1938-1969
  - Kalâtdlit Nunât Grønland, 1969-1978
  - Kalaallit Nunaat Grønland, 1978- (en cours)
- Îles Féroé :
  - Timbres danois, 1851-1975 avec surcharges et utilisation particulière en 1919 et 1940
  - Føroyar, 1975- (en cours)

### Djibouti

#### Coloniefrançaise
- Timbres des colonies générales, -1892
- Timbres des colonies générales surchargés Obock, 1892
- Obock, 1892-1894
- Côte française des Somalis, 1894-1966
- Territoire français des Afars et des Issas, territoire d'outre-mer français, 1967-1977

#### Indépendance
- Timbres du Territoire français des Afars et des Issas surchargés République de Djibouti, 1977
- République de Djibouti, 1977-1980
- République de Djibouti en alphabets latin et arabe, 1980- (en cours)

### République dominicaine
- Indépendance, 1844- (en cours)
  - Correos un real, 1865-1874
  - Republica dominicana, 1879- (en cours)

### Dominique
- Colonie du Royaume-Uni, 1763-1978
  - Dominica, 1874-1978
- Indépendance, 1978- (en cours)
  - Commonwealth of Dominica, 1979- (en cours)

## E

### Égypte
- Alexandrie, bureau français créé en 1830
  - Timbres français oblitérés 3704 et 5080, 1849-1889
  - Alexandrie en surcharge puis timbres spécifiques, 1889-1931

Le bureau d'Alexandrie fut fermé le 31 mars 1931, depuis la ville utilise les timbres d'Égypte.
- Empire ottoman
  - Timbres de l'empire, -1866

- Indépendante
  - Postes d'Égypte, Postes égyptiennes, 1879-1951
  - Royaume d'Égypte, 1925-1935
  - Égypte, 1926-1956
  - Egypt, 1957-1958
  - République arabe unie, UAR ou UAR Egypt, 1958-1971
  - A.R. Egypt, 1971-1975
  - Egypt, 1976- (en cours)

### Émirats arabes unis
- Timbres de l'Inde britannique surchargés Dubai Persian Gulf, -1947
- Timbres du Pakistan surchargés, 1947-1948
- Timbres britanniques surchargés, 1948-1961
  - Bureau de Dubaï ouvert en 1909
- Arabie du Sud-Est, Trucial States, 1961 (une seule série), puis :

Les émirats de la région prirent leur indépendance postale dont les émissions servirent peu sur courrier. Elles sont considérées par certains collectionneurs et ouvrages comme des émissions abusives car elles n'ont peut-être pas été vendues sur place.
- Abou Dabi, 1964-1972
- Ajman, 1964-1972
  - Manama (oasis dépendante d'Ajman), 1966-1973
- Dubaï, Trucial States, 1963-1972
- Fujaïrah, 1964-1972
- Ras el Khaïmah, 1965-1972
- Charjah, 1963-1972
  - Khor Fakkan (dépendance de Charjah), 1965-1969
- Oumm al Qaïwaïn, 1964-1972

- Émirats arabes unis, administration postale unique, 1972- (en cours)

### Équateur
- Indépendant, 1822- (en cours)
  - Ecuador, dans différentes légendes, 1865- (en cours)

- Îles Galápagos
  - Islas galapagos, 1957

### Érythrée
- Colonie italienne, Eritrea, 1893-1938
- Afrique orientale italienne, 1938-1941

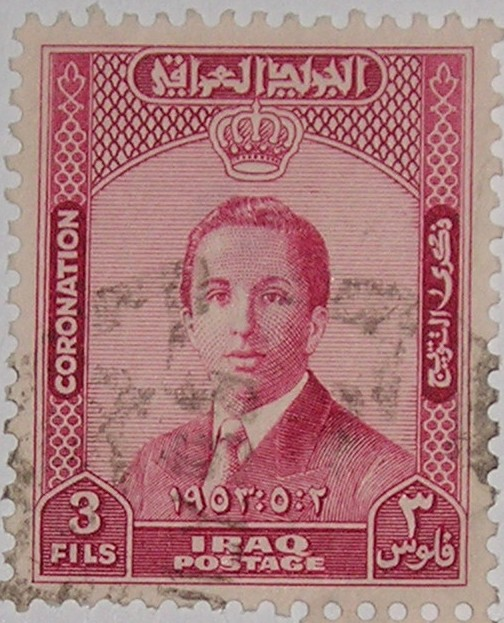

- Occupation britannique, timbres britanniques surchargés « B.M.A. Eritrea » ou « B.A. Eritrea » pour British (Military) Administration, 1942-1950
- Éthiopie, 1952-1993
- Indépendance, Eritrea et sa correspondance en alphabet arabe et alphasyllabaire ge'ez (amharique), 1993- (en cours)

### Espagne
- Espagne, España, 1850- (en cours)

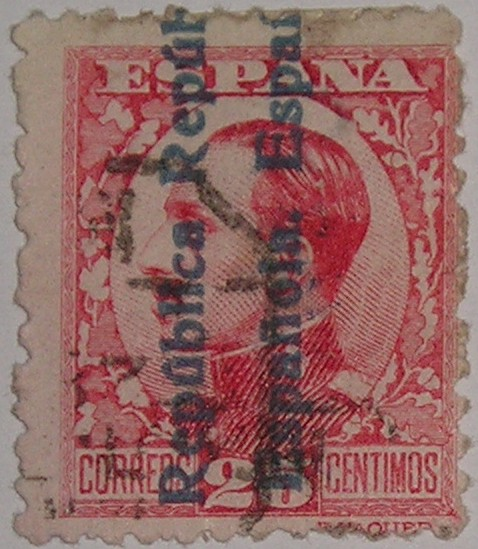

  - Émissions pendant la guerre civile

### Estonie
- Empire russe, -1918
- Occupation allemande :
  - Timbres allemands surchargés « Postgebiet Ob.Ost » (pour les postes de campagne du commandement de l'Est), 1918. Ces timbres ont aussi servi en Lituanie.
  - Émission de Dorpat (aujourd'hui Tartu), timbres russes surchargés en pfennig

- République d'Estonie, Eesti, 1919-1940

- République socialiste soviétique, timbres estoniens de la RSS et timbres soviétiques, 21 juin 1940 - 31 janvier 1941
- Occupation allemande, 1941-1944 :
  - Timbres allemands avec ou sans surcharge « Ostland »
  - Timbres Estland - Eesti
  - Émissions locales, timbres soviétiques surchargés

- URSS, 1944-1991

- Estonie indépendante, Eesti, 1991- (en cours)

### États-Unis
| Maîtres de poste            |
| États-Unis                  |
| Hawaii                      |
| Porto Rico                  |
| États confédérés d'Amérique |
| Guam                        |

#### Timbres des maîtres de poste, 1845-1847
- New York City (New York), 1845
- Saint-Louis (Missouri), 1845
- Alexandria (Virginie), 1846, voir Blue Boy
- Baltimore (Maryland), James M. Buchanan, 1846
- Boscawen (New Hampshire), 1846
- Brattleboro (Vermont), 1846
- Lockport (New York), 1846
- Providence (Rhode Island), Prov. R. I., 1846

#### États-Unis

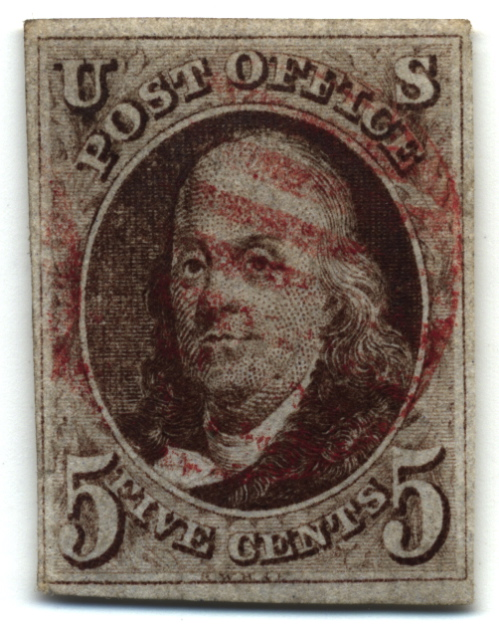

- United States ou US, 1847- (en cours)
- Bureaux à l'étranger :
  - Hiogo, 1860-1922
  - Shanghai (Chine), 1860-1922
  - Yokohama (Japon), 1860-1922

#### Hawaï
- Royaume indépendant (effigies royales), Hawaiian Postage, puis Hawaii, 1851-1893
- République, Hawaii, 1893-1899
- Territoires des États-Unis, Hawaiian Islands Postage, 1899-1900
- Puis timbres des États-Unis à partir de 1900.

#### Porto Rico
- Colonie espagnole :

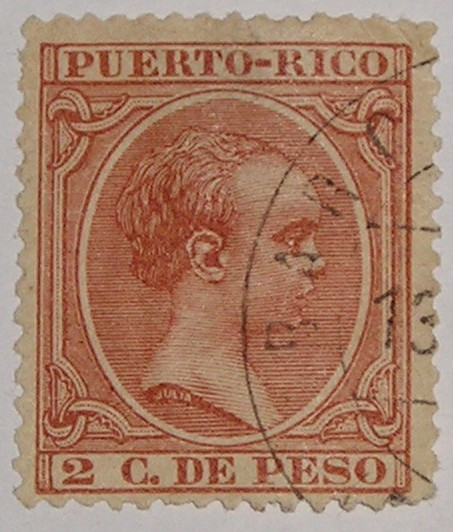

  - timbres des Antilles espagnoles, 1855-1873
  - Puerto-Rico :
    - timbres de Cuba surchargés par un paraphe, 1873-1876
    - Pto Rico, 1877
    - Puerto-Rico, 1878-1898

- Guerre entre l'Espagne et les États-Unis :
  - timbres précédents surchargés « Habilitado Para 1898 y 1899 », puis « 1898 - PROVISIONAL - 1899 »
  - occupation par les États-Unis de Coamo, Coamo, 1898

- Administration par les États-Unis :
  - timbres des États-Unis surchargés « Porto Rico », 1899-1900
  - timbres des États-Unis sans surcharge, 1900- (en cours)

#### États confédérés d'Amérique
- Émissions générales, Confederate States, CSA Postage ou Postage, 1861-1865
- États confédérés d'Amérique, timbres de maîtres de poste, 1861-1861 :
  - Madison (?)
  - Bridgeville (Alabama)
  - Greenville (Alabama)
  - Grove Hill (Alabama)
  - Livingston (Alabama)
  - Mobile (Alabama)
  - Talladega (Alabama)
  - Uniontown (Alabama)
  - Chapel Hill (Caroline du Nord)
  - Hillsborough (Caroline du Nord)
  - Lenoir (Caroline du Nord)
  - Rutherfordton (Caroline du Nord)
  - Charleston (Caroline du Sud)
  - Spartanburg (Caroline du Sud)
  - Unionville (Caroline du Sud)
  - New Smyrna (Floride)
  - Athens (Géorgie)
  - Kingston (Géorgie)
  - Macon (Géorgie)
  - Newnan (Géorgie)
  - Bâton-Rouge (Louisiane)
  - Mount Lebanon (Louisiane)
  - La Nouvelle-Orléans (Louisiane)
  - Galatin (Tennessee)
  - Knoxville (Tennessee)
  - Memphis (Tennessee)
  - Nashville (Tennessee)
  - Rheatown (Tennessee)
  - Tellico Plains (Tennessee)
  - Austin (Texas)
  - Beaumont (Texas)
  - Galveston (Texas)
  - Goliad (Texas)
  - Gonzales (Texas)
  - Hallettsville (Texas)
  - Helena (Texas)
  - Independence (Texas)
  - Port Lavaca (Texas)
  - Victoria (Texas)
  - Abingdon (Virginie)
  - Danville (Virginie)
  - Emory (Virginie)
  - Fredericksburg (Virginie)
  - Greenwood Depot (Virginie)
  - Jetersville (Virginie)
  - Liberty (Virginie)
  - Lynchburg (Virginie)
  - Marion (Virginie)
  - Petersburg (Virginie)
  - Pittsylvania (Virginie)
  - Pleasant Shade (Virginie)

#### Guam
Voir Histoire philatélique et postale de Guam.
- Colonie espagnole :
  - timbres des Philippines, Filipinas, -1899

- Administration par les États-Unis :
  - timbres des États-Unis surchargés « Guam », 1899-1901
  - timbres des États-Unis sans surcharge, US ou United States, 1901-1941

- Poste locale :
  - timbres des Philippines surchargés « Guam Guard Mail », 1930-1931
  - Guam Guard Mail, 1930

- Occupation japonaise :
  - timbres des Philippines, 1941-1944

- Territoire non-incorporé des États-Unis depuis 1950 :
- Timbres des États-Unis sans surcharge, US ou United States sans surcharge, 1944- (en cours)

### Éthiopie
- Empire indépendant, Éthiopie puis empire d'Éthiopie, 1894-1936
  - Bureaux égyptiens à Harar
  - Bureaux français à Dire Dawa et Harar, 1906-
- Occupation italienne :
  - Etiopia, une émission en 1936
  - Afrique orientale italienne, 1938-1941
- Indépendance, Éthiopie puis Ethiopia, 1942- (en cours)

## F

### Fidji
- Colonie du Royaume-Uni, -1970
  - Fiji, 1871-1970
- Indépendant, 1970- (en cours)
  - Fiji, 1970- (en cours)

### Finlande
- Province de l'Empire russe, 1856-1918
- Finlande indépendante, Suomi - Finland, 1918- (en cours)
- Åland, Åland, 1984- (en cours)
  - Timbres finlandais utilisés conjointement de 1984 à 1993,
  - Timbres de Åland seuls valables depuis 1993.

### France

#### France métropolitaine
France, 1849- (en cours)

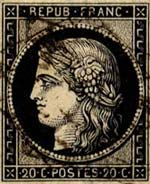

Les mentions du pays sur les timbres français ont varié au cours des changements de régime politique jusqu'en 1945, puis de certaines présidences de la Cinquième République, parfois en contravention avec les règles de l'UPU (mention RF).
Liste des mentions de pays sur les timbres (les timbres des colonies et territoires d'outre-mer portent habituellement cette mention en plus du nom du territoire) :
- Deuxième République, Repub. franç., 1849-1852
- Second Empire, Empire franç. puis Empire français, 1853-1870
- Troisième République :
  - Repub. franç., 1870-1875
  - République française, 1876-1931 (jusqu'en 1941 pour les timbres d'usage courant émis auparavant)
  - RF, 1930-1941
- État français :
  - Postes françaises, 1941-1943
  - France, 1943-1944
- de la Libération à la Cinquième République :
  - France sur « Arc de Triomphe », 1944
  - RF et de plus en plus République française, 1944-1975
  - France, 1975-1981
  - République française, 1981-1999
    - à partir de 1989, la mention Postes est remplacée par La Poste

  - RF, 1999-2004
  - France, 2004- (en cours)

Occupation allemande du territoire français :
- Guerre de 1870, 1870
  - Alsace et Moselle annexées à l'Empire allemand, timbres allemands, 1871-1918
- Première Guerre mondiale, 1914-1916
- Seconde Guerre mondiale :
  - Zone de Dunkerque, timbres français surchargés « Besetzes Gebiet Nordfrankreich », été 1940
  - Alsace, timbres allemands surchargés « Elsaß », 1940-1944
  - Lorraine, « Lothringen », 1940-1944

#### Empire colonial français

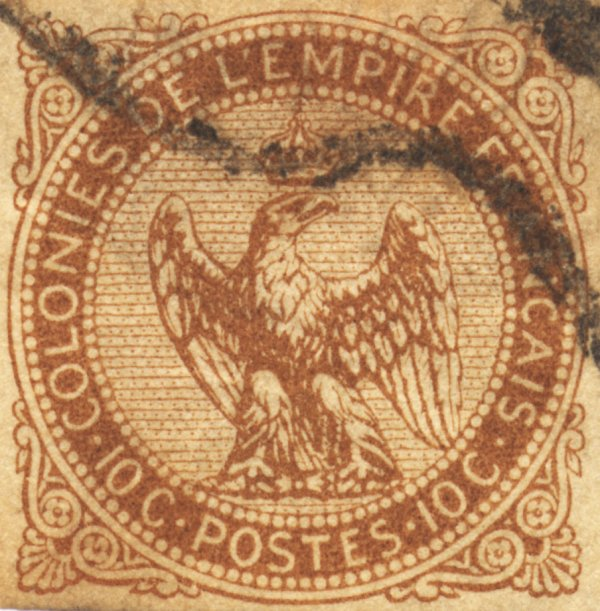

- Réunion, 1852-1949, puis timbres de métropole surchargé en franc CFA, puis timbres de métropole en franc français.
- Colonies françaises, émissions générales, 1858-1945
- Nouvelle-Calédonie, 1859- (en cours)
- Guadeloupe, 1884-1947, puis timbres de métropole
- Cochinchine, 1886-1888, puis Indochine française
- Guyane, 1886-1947, puis timbres de métropole
  - Transports aériens guyanais (TAG), société privée qui transportait par hydravion des plis affranchis avec des timbres officiels et une vignette de surtaxe aérienne, 1921
  - Inini, timbres de Guyane surchargés « Territoire de l'ININI » ou « ININI », 1932-1946, puis timbres de métropole
- Martinique, 1886-1947, puis timbres de métropole
- Annam et Tonkin, 1888, puis Indochine française
  - Royaume des Sedangs, royaume fictif fondé par un aventurier français, 1888-1889.
- Congo français 1891-1903
- Anjouan, 1892-1912
- Guinée française 1892-1941
- Établissements français de l'Inde 1892-1948, rattachés à l’Inde
- Mayotte, 1892-1912, puis timbres français de Madagascar
- Établissements français de l'Océanie 1892-1956, devenue Polynésie française
- Soudan français, 1894-1941
- Grande Comore, 1897-1912, puis timbres français de Madagascar
- Mohéli, 1906-1912, puis timbres français de Madagascar
- Afrique-Équatoriale française 1936-1958
- Afrique-Occidentale française, 1943-1959
- Archipel des Comores, 1950-1975
- Territoire français des Afars et des Issas, 1966-1977

#### Mayotte
- Colonie française, 1892-1912
- timbres français de Madagascar, 1912-1950
- timbres français des Comores, 1950-1975
- timbres de métropole, 1975-1997
- Mayotte et République française ou RF, 1997-2012
- timbres de métropole, depuis 2012

Pour les autres îles de l'archipel, voir la partie sur les Comores.

#### Territoires sous mandat
- Alaouites, 1925-1930, devenu Lattaquié
- Alexandrette, Sandjak d'Alexandrette, 1919-1938, rattaché à la Turquie
- Memel :
  - timbres allemands surchargés « Memelgebiet », 1920
  - timbres français surchargés « Memel » et avec une valeur faciale en marks, 1920-1922, puis rattachement à la Lituanie (aujourd'hui Klaipėda)
- Cameroun, 1921-1960

### Protectorats
- Maroc, 1891-1955
- Tunisie

#### Bureauxfrançaisà l'étranger

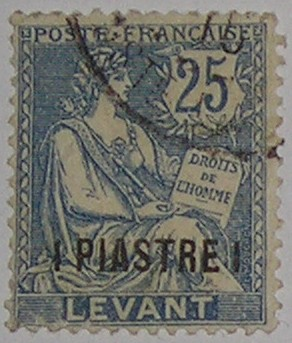

- Bureaux français dans l’Empire ottoman, 1884-1923 :
  - Alexandrette, 1853-1914
  - Cavalle 1892-1903
  - Dedeagh 1892-1902
  - Vathy (île d'Ithaque) 1892-1900
  - Port Lagos 1893-1893
  - Mersina en Cilicie

- Bureaux français au Zanzibar 16 01 1889- 31 07 1904

- Bureaux français en Chine, 1894-1922 :
  - Canton 1901-1919
  - Haikou 1901-1919
  - Kouang-Tchéou 1906-1941
  - Mongtseu 1903-1919
  - Pakhoi 1903-1919
  - Chongqing 1903-1919
  - Yunnan Fou 1903-1919

- Bureaux français en Crète 1902-1903

- Bureaux français en Égypte :
  - Alexandrie 1899-1930
  - Port-Saïd 1899-1930

- Lattaquié, 1930-1933, rendue à la Syrie

### Occupations militairesfrançaises
- Cameroun, 1915-1921, puis mandat français
- Cilicie, 1919-1920, rattaché à la Turquie
- Hongrie, 1919
- Castellorizo, 1920, puis territoire italien

### Territoires d'outre-mer françaisactuels

#### Wallis-et-Futuna
- timbres de Nouvelle-Calédonie surchargés « ILES WALLIS et FUTUNA », 1920-1938
- Wallis-et-Futuna, émissions de 1931 et 1939
- timbres de Nouvelle-Calédonie surchargés « ILES WALLIS et FUTUNA » ou « WALLIS ET FUTUNA », 1939-1944
- Îles Wallis & Futuna, 1944
- Wallis-et-Futuna, 1957- (en cours)

#### Autres
- Saint-Pierre-et-Miquelon, 1885- (en cours)
  - timbres de métropole, 1976-1986
  - SPM Saint-Pierre & Miquelon RF, 2003-2005
  - SP&M Saint-Pierre & Miquelon RF, 2006 - (en cours)
- Nouvelle-Calédonie, 1859- (en cours)
- Polynésie française, 1958- (en cours)
- Terres australes et antarctiques françaises, 1955- (en cours)

## G

### Gabon

#### Coloniefrançaise

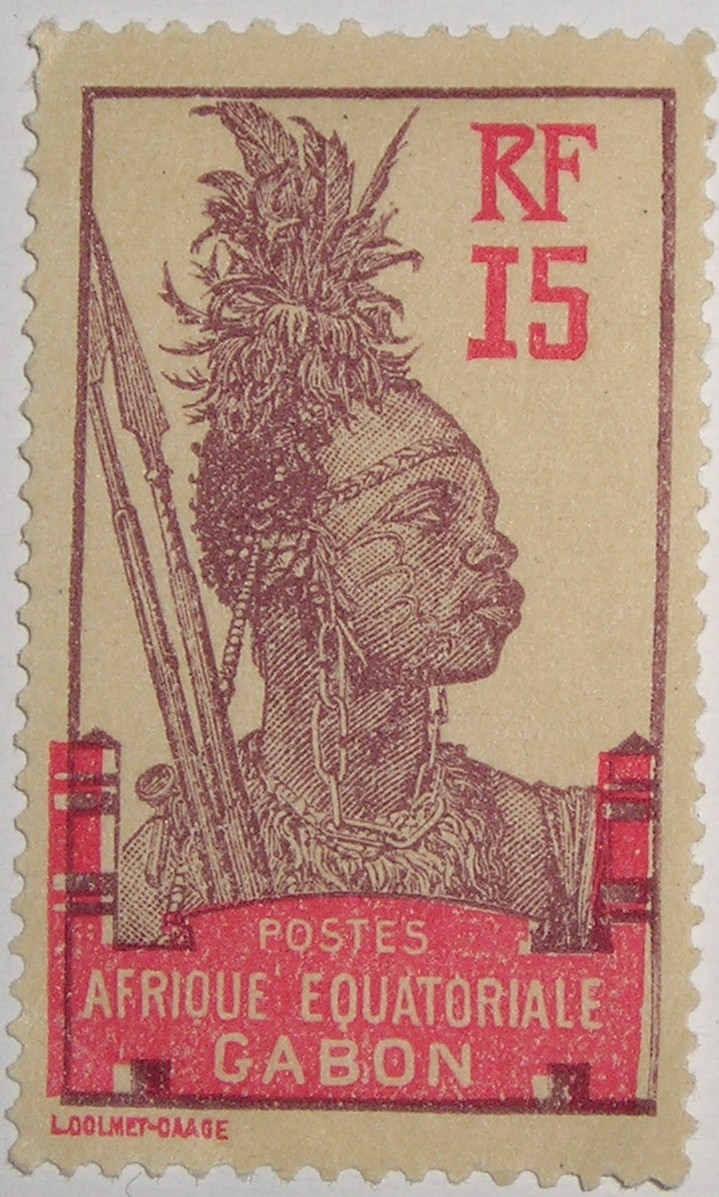

- Timbres des colonies oblitérés « GAB », -1886
- Timbres des colonies surchargés, 1886-1889
- Gabon - RF, 1904-1936
- Timbres de l'Afrique-Équatoriale française, 1936-1958

#### Indépendance
- République gabonaise, 1959- (en cours)

### Gambie
- Colonie britannique, Gambia, 1869-1965
- État indépendant, (The) Gambia, 1965- (en cours)

### Géorgie

#### Avant 1922
- Timbres de l'Empire russe, - 1919
- Géorgie indépendante, La Géorgie, puis République géorgienne, 1919-1922 
 Dans les années 1920, ces dénominations en français permettent à ces pays isolés de suivre les consignes de l'UPU sur le courrier circulant entre pays. Le nom du pays doit en effet figurer en alphabet latin ; plusieurs pays ont alors choisi la langue officielle de l'UPU (voir aussi : notice sur l'Afghanistan).

#### URSS
- République socialiste soviétique de Géorgie, ს.ს.ს.რ. (alphabet géorgien), 1922-1923
- République socialiste fédérative soviétique transcaucasienne (avec Arménie et Azerbaïdjan), ЗСФСР (alphabet cyrillique), 1923-1924
- Timbres d'URSS, СССР, 1924-1993

#### Deuxième indépendance
- Georgia et საქართველო, plus rarement Gruzija, 1993- (en cours)

### Ghana

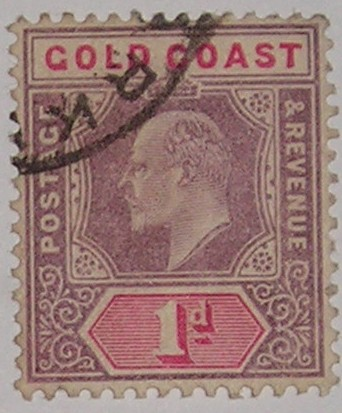

- Côte-de-l'Or, Gold Coast, colonie britannique, 1875-1954
  - Mandat britannique au Togoland, timbres de la Côte-de-l'Or, 1919-1954 (intégré ensuite au Ghana)
- Ghana indépendant

### Grèce

#### Grèce
- Grèce indépendante, Hellas, Ελληνική Δημοκρατία, 1861- (en cours)

- Empire ottoman, :
  - Bureau italien de Salonique, 1909-1911

#### Crète
- Timbres ottomans, 1863-1898
  - Bureaux de poste grecs, 1881-
- Crète autonome, 1898-1910

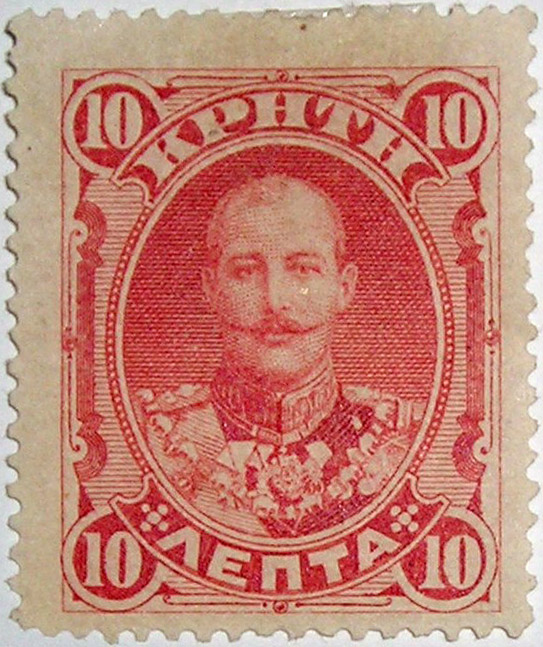

  - Bureaux autrichiens de La Canée, Candie et Réthymnon, 1903-1913
  - Bureau britannique de Candie (Héraklion), 1898-1899
  - Bureaux français
  - Bureau italien de La Canée, 1900-1912
  - Bureau russe de Rethymnon
  - Timbres de l'insurrection, 1905
- Administration grecque, 1908, puis timbres grecs

#### Épire
- Timbres ottomans, 1863-1881
- Insurrection des grecs du sud de l'Épire contre l'Albanie, 1914-1916, timbres grecs depuis 1945.

#### Seconde Guerre mondiale
- Îles Ioniennes, occupation italienne, 1941
- Îles Ioniennes, occupation allemande, 1943

#### Mont Athos
- Mont Athos, état monastique autonome, Agion Oron Athoc, Αγιον Ορος Αθωσ, 2008- (en cours)

### Grenade
- Grenada, 1861- (en cours)
- îles Grenadines
  - Grenada Grenadines, 1973-1999
  - Grenada Carriacou & Petite Martinique, 1999- (en cours)

### Guatemala
- Guatemala et Republica Guatemala, 1871- (en cours)

### Guinée

#### Coloniefrançaise
- Timbres du Sénégal français, -1892
- Guinée française ou Guinée - Afrique occidentale française : 1892-1944
- Afrique occidentale française, 1945-1958

#### Indépendance
- Guinée
  - République de Guinée, 1958-1981 et depuis 1984
  - République populaire révolutionnaire de Guinée, 1981-1984

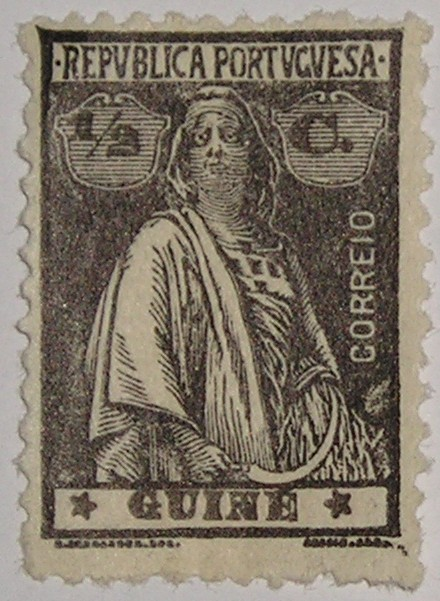

### Guinée-Bissau

#### Colonieportugaise
- Timbres du Cap-Vert, -1879
- Timbres du Cap-Vert surchargé Guiné, 1880-1886
- Giné portugueza ou Guiné et une mention rappelant le Portugal, 1886-1974

#### Indépendance
- Estado da Guiné-Bissau, 1974-1976
- Republica da Guiné-Bissau, 1976-1986
- Guiné-Bissau, 1986- (en cours)

### Guinée équatoriale

#### Colonieespagnole, avant 1909
- Île de Fernando Póo (aujourd'hui Bioko), 1868-1908 et émission de 1929

- Guinée espagnole, Guinea española, 1902-1903, puis :
  - Îles Annobón, Corisco et Elobey, 1903-1909
  - Guinée continentale espagnole, Guinea continental española, 1902-1909

#### Colonieespagnole, de 1909 à 1959
- Territoires espagnols du golfe de Guinée, Territorios españoles del golfo de Guinea, 1909-1950
- Guinée espagnole, Guinea española, 1951-1959

#### Provinces espagnoles
- Île Fernando Póo, 1960-1968
- Rio Muni, 1960-1968

#### Indépendance
- Guinée équatoriale, Republica de Guinea ecuatorial, 1968- (en cours)

### Guyana
- Colonie britannique, British Guiana, 1851-1966
- État indépendant, Guyana South America, 1966-1975, puis Guyana, 1975- (en cours)

## H

### Haïti
- République d'Haïti, 1881- (en cours)

### Honduras
- Correos de Honduras, Republica Honduras, puis Honduras, 1866- (en cours)

### Hongrie

#### Autriche-Hongrie

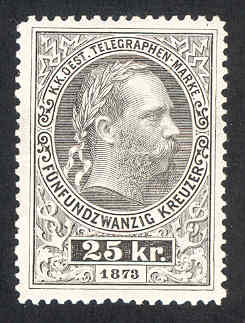

- Empire d'Autriche, pas de mention de pays, 1850-1867
- Royaume de Hongrie, timbres identiques à l'empire d'Autriche libellés en krajcar et non en kreuzer, ils ne sont distinguables uniquement par l'oblitération, 1867-1871
- Portrait de François-Joseph Ier et armoiries hongroises, 1871
- Magyar Kir. Posta (pour poste royale hongroise, Kir. pour kiralyi, royale), 1874-1918

#### Entre-deux-guerres

##### Occupations en 1919
- Occupation française, 1919
- Occupation roumaine :
  - émissions de Cluj et d'Oradea, timbres de Hongrie surchargés « Zona de Ocupatie - Romaniá » et valables dans, 1919-1920
  - puis timbres de Roumanie. Cluj (Kolosvar en roumain) est reprise par la Hongrie de 1940 à 1944, puis la Roumanie après 1944. Oradea (Nagyvarad) est rendue à la Hongrie en 1945.
- Occupation serbe :
  - timbres de Hongrie surchargés « Banát-Bácska », 1919
  - timbres de Hongrie surchargés « Baranya », 1919-1920

##### Hongrieindépendante
- émission à Budapest du gouvernement bolchevik, Magyar tanácsköztársaság (pour République des conseils de Hongrie), 1919
- émission du gouvernement national à Szeged, 1919

- Régence :
  - Magyar Kir. Posta (poste royale de Hongrie), 1920-1923
  - Magyarország, 1923-1938
  - Magyar Kir. Posta ou Magyar Királyi Poste, 1938-1945

- République :
  - Magyar Posta, 1945-1991
  - Magyarország, 1991- (en cours)

## I

### Inde
- États féodaux et constitutionnels :
  - Âlwâr 1877-1899
  - Bâmra 1888-1893
  - Barwani 1921-1938
  - Bhopal 1876-1932
  - Bhor (1879-1901)
  - Bijawar (1935-1937)
  - Bundi (1894-1941)
  - Bussahir (1895-1900)
  - Cachemire (1866-1867)
  - Chambâ (1886-1948)
  - Charkhârî (1894-1943)
  - Cochin (1892-1933)
  - Datia (1893-1916)
  - Dhâr (1897-1898)
  - Farîdkot (1879-1900)
  - Gwâlior (1885-1949)
  - Hyderābād (1869-1949)
  - Idar (1939-1944)
  - Indore (1886-1941)
  - Jaipur (1900-1947)
  - Jammu-et-Cachemire (1878-1886)
  - Jammu (1866-1877)
  - Jasdan (1942-1942)
  - Jhalawar (1887-1887)
  - Jind (1874-1943)
  - Kishangârh (1899-1928)
  - Las Bela (1897-1904)
  - Morvi (1931-1935)
  - Nabha (1885-1942)
  - Nandgaon (1892-1893)
  - Nowanuggur (1877-1893)
  - Orchhâ (1913-1939)
  - Patiala (1884-1947)
  - Poonch (1876-1884)
  - Rajasthan (1949-1949)
  - Rajpeepla (1880)
  - Sirmur (1879-1899)
  - Soruth (1864-1937)
  - Travancore (1888-1946)
  - Travancore-Cochin (1949-1950)
  - Wadhwan (1888-1889)

- Comptoirs français et portugais :
  - Établissements français de l'Inde, 1892-1948
  - Inde portugaise (Goa, Daman et Diu), India Port., India Portuguesa, parfois Estado da India, 1871-1961

- Inde indépendante, 1947 (en cours)

### Indonésie
- Indes orientales néerlandaises, 1864-1949
  - Occupation japonaise, 1943
  - Occupation japonaise de Sumatra, 1943
  - Espaces sous contrôle naval du Japon, 1943
- Nouvelle-Guinée néerlandaise, 1950-1962, puis timbres indonésiens

### Irak
- Empire ottoman, -1917
- Occupation britannique, timbres surchargés puis Iraq, 1917-1927
- Royaume indépendant, Iraq, 1927-1961
- République, Republic of Iraq ou Iraq, 1961- (en cours)
  - Kurdistan, émissions d'Erbil, Iraqi Kurdistan Region, 1992- (en cours)
  - Kurdistan, émissions de Souleimaniye

### Iran
- Postes persanes, 1881-1935
- Postes iraniennes, 1935-1938
- inscriptions uniquement en persan, 1938-1950
- Iran, 1950-1979
- République islamique de l'Iran ou The islamic republic of Iran, ou I.R. Iran, 1979-1986
- Islamic republic of Iran, 1986- (en cours)

### Irlande
- Royaume-Uni, effigie du souverain, 1840-1922
- Irlande, Éire ou Eire, 1922- (en cours)

### Islande
- Danemark, 1851-1873, oblitération par les cachets no 236 et 237
- Timbres propres, Island, 1873-1918
- Islande autonome, Island, 1918-1944, le dernier timbre à l'effigie du roi de Danemark et d'Islande date de 1937
- République d'Islande, Island, 1944- (en cours)

### Israël
Empire ottoman, 1863-1917
- Bureaux étrangers en Palestine :
  - Bureaux autrichiens de Jaffa et Jérusalem, créés avant 1874
  - Bureau égyptien de Jaffa, créé avant 1874
  - Bureaux français de Jaffa et Jérusalem, créés avant 1874
  - Bureaux russes d'Acre, Haïfa et Jaffa, créés avant 1874
  - Bureau italien de Jérusalem, 1909-1911

Occupation et mandat britannique (1918-1948)
- Occupation par le Corps expéditionnaire britannique et égyptien, E.E.F., 1918-1920 (timbres surchargés après 1920)
- Mandat britannique en Palestine, Palestine en alphabets arabe, hébreu et latin, 1920-1948
- Consulat de France, timbres français surchargé Jérusalem, 1948

Israël, Israel dans les trois alphabets (seulement arabe et hébreu pour les premières émissions), 1948- (en cours)
- Territoires occupés :
  - Cisjordanie :
    - Timbres de Transjordanie surchargé Palestine, 1948-1950
    - Incluse dans la Jordanie, timbres jordaniens, 1950-1967

  - Jérusalem-Est :
    - Avant 1967: voir Cisjordanie
    - Depuis 1967: timbres d'Israël

  - Bande de Gaza :
    - Timbres égyptiens surchargés Palestine, 1948-1957
    - Timbres égyptiens légendés Palestine, 1957-1967

  - Autorité palestinienne, 1994- (en cours)

### Italie

#### États avant l’unification
- Sardaigne 1851-1863
- Toscane 1851-1860
- États pontificaux 1852-1868
- Modène 1852-1859
- Parme 1852-1859
- Royaume des Deux-Siciles 1858-1861
- Romagne 1859

Fin 1859, les timbres de Sardaigne ont servi dans les États italiens conquis. À partir de 1862, ils sont remplacés par les timbres d'Italie.

### Italie après unification
- Italie, 1862-(en cours)
  - Portrait de Victor-Emmanuel II sans mention de pays, 1862-1877
  - Poste italiane, 1879-1951
  - Repubblica italiana, 1951-1955
  - Poste italiane, 1955-1969
  - Italia, 1969-(en cours)

- Bureaux italiens à l’étranger, 1874-1881 :
  - Bureaux italiens en Crète, 1900-1912
  - Benghazi, 1901-1911
  - Bureaux italiens dans l’Empire ottoman :
    - Albanie, 1902-1922
    - Janina, 1902-1911
    - Constantinople, 1909-1923
    - Durazzo, 1909-1911
    - Jérusalem, 1909-1911
    - Salonique, 1909-1911
    - Scutari, 19109-1916
    - Smyrne, 1909-1922
    - Valona, 1909-1916

  - Tripoli (Libye), 1909-1915
  - Pékin, 1917-1919
  - Concession italienne de Tientsin, 1917-1919

- Occupation de la mer Égée :
  - Îles de la mer Égée, émissions générales, 1912-1940
  - Calchi 1912-1932
  - Calimno 1912-1932
  - Caso 1912-1932
  - Coo 1912-1932
  - Lero 1912-1932
  - Lisso 1912-1932
  - Nisiro 1912-1932
  - Patmo 1912-1932
  - Piscopi 1912-1932
  - Rhodes 1912-1945
  - Scarpanto 1912-1932
  - Symi 1912-1932
  - Stampalia 1912-1932
  - Castellorizo, 1920-1932

- Colonies et occupations :
  - Cyrénaïque, 1923-1950, aujourd’hui en Libye
  - Éthiopie, 1930-1936
  - Colonies italiennes, émissions générales, 1932-1934
  - Afrique orientale italienne, 1938-1941
  - Occupation militaire du Monténégro, 1941-1943

- République sociale italienne, sécession fasciste, 1943-1944
- Campione, Comune di Campione, 1944-1952
- Trieste, 1947-1953
- Vénétie julienne, 1945

## J

### Jamaïque

#### Jamaïque
- Colonie britannique :
  - timbres britanniques oblitérés A01 ou de A27 à A78, -1860
  - Jamaica, 1860-1962
- Indépendance, Jamaica, 1962- (en cours)

#### Dépendances
- Îles Turks-et-Caïcos, timbres de Jamaïque, -1867, puis timbres propres
- Îles Caïmans, timbres de Jamaïque, -1901, puis timbres propres

### Japon
Histoire philatélique et postale du Japon

#### Métropole
- Mention du pays uniquement en japonais, 1871-1876
- Mention en japonais et Imperial Japanese Post, 1876-1896
- Mention uniquement en japonais, 1899-1946
  - Apparition de la fleur de lotus, 1872-1948
- Nouvelle mention du pays en 4 kanjis dont les deux premiers sont 日本, 1946-1966
- Mention en japonais et Nippon, 1966- (en cours)

#### Administration postalejaponaiseenChine
- Bureaux japonais en Chine, 1899-1920
- Mandchoukouo, 1932-1945
- Occupation japonaise de la Chine, (voir Chine)

#### Administration postalejaponaiseenCorée
- Bureaux japonais en Corée :
  - timbres japonais, 1876-1900
  - timbres spécifiques, 1900-1901
  - timbres japonais, 1901-1905
- Poste japonaise en Corée, timbres japonais, 1905-1945

#### Pays occupés pendant laSeconde Guerre mondiale
- Indes orientales néerlandaises, 1943
- Sumatra (Indes orientales néerlandaises), 1943
- Espaces sous contrôle naval du Japon dans les Indes orientales néerlandaises, 1943
- Taïwan occupée, 1945

### Jordanie
- The Hashemite Kingdom of Jordan ou H.K. of Jordan, 1949-2004
- Jordan, 2004- (en cours)

## K

### Kazakhstan
- URSS, СССР, -1992
- Kazakhstan indépendant, Қазақсtан, 1992- (en cours)

### Kenya
- Avant l'indépendance :
  - Compagnie de l'Afrique orientale britannique, British East Africa, -1903
  - Réunion des protectorats d'AOB et d'Ouganda, East Africa and Uganda Protectorates, 1903-1922
  - Colonie du Kenya et Ouganda, Kenya-Uganda, une seule série en 1922
  - Kenya-Uganda-Tanganyika, 1935-1963

- Indépendance, Kenya, 1963- (en cours)
- Administration postale de l'Est africain, timbres valables dans les trois pays membres :
  - Uganda-Kenya-Tanganyika-Zanzibar, 1964
  - Uganda-Kenya-Tanzania, 1965-1976

### Kirghizistan
- URSS, СССР, -1992
- Kirghizistan indépendant, Кыргызскан - Kyrgyzstan, 1992- (en cours)

### Kiribati
Voir Histoire philatélique et postale des Kiribati
- Îles Gilbert et Ellice, protectorat puis colonie britannique, 1911-1975, dont se sont séparées en 1949, les îles de l'Union (actuellement Tokelau) puis en 1975, les îles Ellice devenues Tuvalu ;
- Îles Gilbert, 1976-1979
- Kiribati indépendantes, 1979- (en cours)

### Kosovo
- Région de la Serbie (jusqu'en 1999)
  - Timbres serbes puis yougoslaves
- Administration provisoire des Nations unies (MINUK), timbres avec inscription trilingue, 1999 - 2008
  - en anglais, United Nations Interim Administration Mission in Kosovo
  - en albanais, Misioni I Perkohshem Administrativ I Kombeve Te Bashkuara Ne Kosove
  - en serbe, avec l'alphabet latin, Privremena Administrativna Misija Ujedinjenih Nacija Na Kosovo
- Indépendance
  - Republika e Kosovës / Republic of Kosova / Republika Kosova, 2008 - (en cours)

### Koweït
- Colonie britannique, Kuwait, 1923-1961
- État indépendant, State of Kuwait, 1961- (en cours)

## L

### Laos

#### Coloniefrançaise
- timbres de l'Indochine française, 1889-1946
- Royaume du Laos - Union française, 1951-1954

#### Indépendance
- Royaume du Laos en français et lao, 1954-1976
  - Révolution au nord du pays, Pathet Lao (Lao libre), 1974
- République démocratique populaire lao, Rép.Dém.Pop.Lao ou Postes Lao, 1976-1982
- Postes Lao, 1982- (en cours)

### Lesotho
- Colonie britannique du Basoutoland, Basutoland, 1933-1966
- État indépendant, Lesotho 1966- (en cours)

### Lettonie

#### Empire russeet conséquences de laPremière Guerre mondiale
- Empire russe, 1857-1917
- Occupation allemande :
  - timbres d'occupation surchargés « Postgebiet Ob. Ost », 1917-1919
  - émission de Libau, timbres d'occupation surchargés, 1919

#### Première indépendance
- République de Lettonie, Latvija, 1918-1940

#### Seconde Guerre mondiale
- République socialiste soviétique, Latvija P.S.R., 1940-1941
- Occupation allemande, 1941-1944 :
  - timbres allemands
  - timbres allemands surchargés « Ostland »
  - timbres soviétiques surchargés « Latvija 1941.1.VII »
  - timbres allemands surchargés « Kurland » (Courlande), 1945

#### Depuis 1945
- URSS, СССР, 1944-1991

- Lettonie indépendante, 1991- (en cours)

### Liban
- Mandat français
  - Grand Liban, 1924-1927
  - République libanaise, 1927-1946
- Indépendance
  - République libanaise ou Liban, 1946-1951
  - Liban, 1951- (en cours)
- Territoires occupés:
  - Fermes de Chebaa: timbres israéliens

### Liberia
- Libéria, 1882- (en cours)

### Libye
- Administration postale italienne en Libye :
  - Bureau italien de Benghazi, 1901-1911
  - Bureau italien de Tripoli, 1909-1915
  - Cyrénaïque, colonie italienne 1923-1950
- Territoire du Fezzan -Ghadamès, 1943-1951, timbres italien surchargés puis timbres militaires français
- Libye indépendante
  - (United Kingdom of) Libya, 1952-1969
  - L.A.R., 1969-1977
  - Socialist people's libyan arab jamahiriya, 1977-1990
  - The great socialist people's libyan arab jamahiriya, 1990- (en cours)

### Liechtenstein
- Administration postale autrichienne :
  - Timbres autrichiens, 1850-1921
  - Liechtenstein, Fürstentum Liechtenstein - K. K. Oesterr. Post (pour « poste impériale et royale autrichienne »), 1912-1921

- Liechtenstein, Fürstentum Liechtenstein, 1920- (en cours)

### Lituanie
- Occupations allemandes, 1916
- Lituanie indépendante, Lietuva, 1920-1940
- Occupation soviétique, 1940
- Deuxième occupation allemande, 1941
- Timbres de l'URSS, 1941-1990
- Lituanie indépendante, Lietuva, 1990- (en cours)

#### Memel
- Mandat français sur la ville allemande de Memel, timbres allemands surchargés « Memelgebiet », 1920
- Mandat français, timbres français surchargés en marks et avec mention « Memel », 1920-1922
- Occupation lituanienne, 1923, puis timbres de Lituanie (nom actuel de la ville : Klaipėda).

### Luxembourg
- Grand-duché de Luxembourg ou abrégé ou Luxembourg, 1852-1940 et 1944- (en cours)
  - Occupation allemande, timbres allemands surchargés Luxembourg ou avec valeur en Reichspfennig (Rpf), 1940-1944

Les postes luxembourgeoises sont les premières à avoir émis des timbres-poste sous la forme d'un bloc-feuillet, en 1921 à l'occasion de la naissance du prince Jean.

## M

### Macédoine du Nord
- Empire ottoman, - 1912
- Royaume de Serbie, 1912 - 1915
- Royaume de Bulgarie, 1915 - 1918
- Royaume des Serbes, Croates et Slovènes, 1918 - 1929
- Royaume de Yougoslavie, 1929 - 1941
- Royaume de Bulgarie (occupation des régions orientales) et Albanie fasciste (occupation des régions occidentales), 1941 - 1944
- République socialiste de Macédoine (PTT Makedonija), 1944 - 1992
- République de Macédoine (Makedonska Pošta), 1992 - 2019
- Macédoine du Nord, timbres avec inscription trilingue, 2019 - (en cours)
  - en macédonien : Република Северна Македонија
  - en albanais : Republika e Maqedonisë së Veriut
  - en anglais : Republic of North Macedonia

### Madagascar
- Bureau britannique, 1884-1886

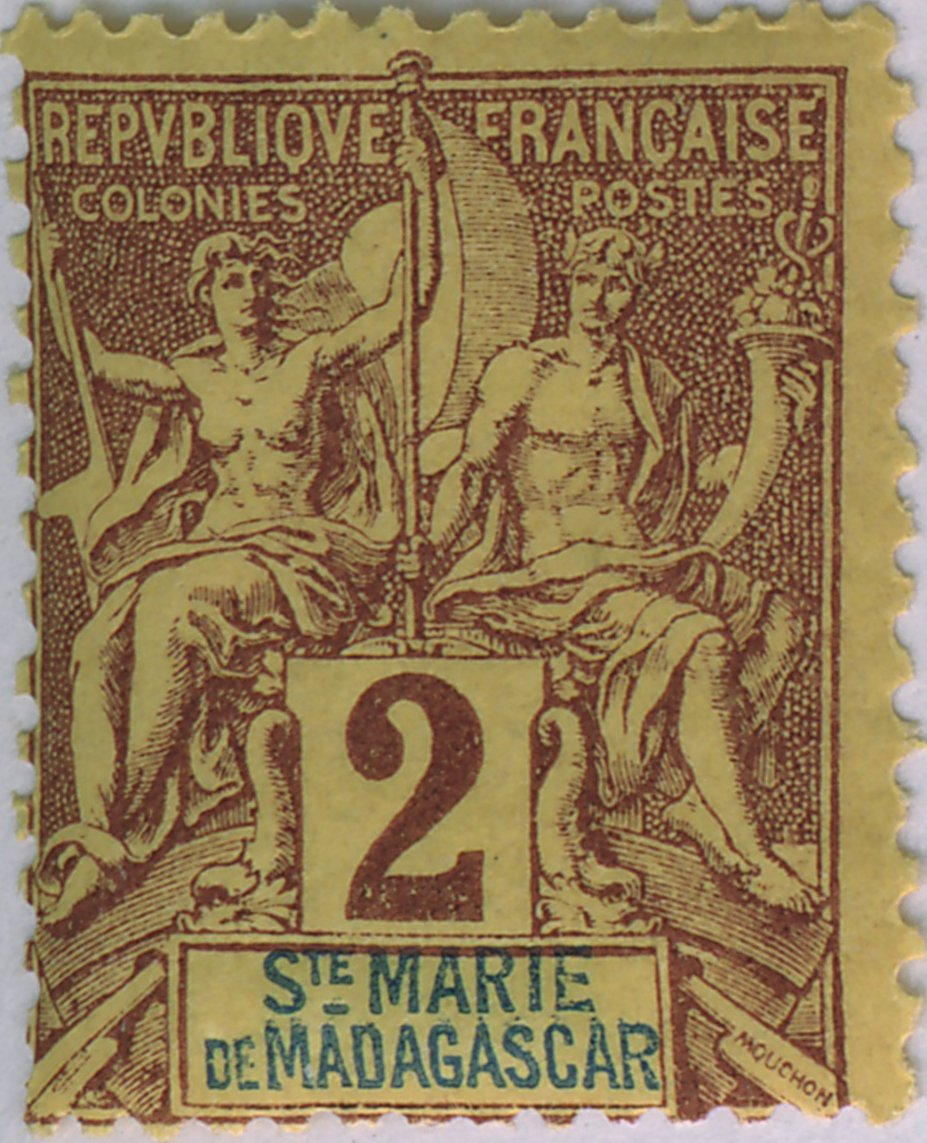

- Bureau français, timbres des colonies françaises surchargés de nouvelles valeurs et un timbre POSTES FRANÇAISES - MADAGASCAR, 1889-1891
- Colonisation française :
  - Nossi-Bé, timbres des colonies surchargés ou légendés NSB ou Nossi-Bé, 1889-1894
  - Diégo-Suarez, timbres français surchargés d'une nouvelle valeur puis Diego-Suarez, 1890-1893
  - Sainte-Marie-de-Madagascar, timbres coloniaux français, 1894-1898 ; auparavant émissions générales des Colonies ou timbres de Diego-Suarez ; après 1898, timbres coloniaux de Madagascar.
  - Majunga, timbres français surchargés, 1895
  - Protectorat, timbres français surchargés, 1895-1896
  - Colonie, Madagascar et dépendances puis Madagascar à partir de 1930, 1896-1957
    - Ces timbres furent utilisés à plusieurs reprises dans d'autres colonies françaises de l'océan Indien.

- Indépendance, mentions du pays :
  - République malgache, 1958-1961
  - Repoblika Malagasy, 1961-1976
  - Repoblika Demokratika Malagasy, 1976-1993
  - Repoblikan'i Madagasikara, 1993- (en cours)

### Malaisie

#### Malaisie
- Federated Malay States, 1900-1935
- Malaya, 1957-1959
- Persekutuan Tanah Melayu, 1957-1963
- Malaysia, 1963- (en cours)

#### Bornéo du Nord
- Compagnie, North Borneo Postale ou British North Borneo, 1883-1893
- État, State of North Borneo (légende trilingue), 1894-1901
- Protectorat britannique, State of Borneo - British Protectorate, 1901-1948
  - Occupation japonaise, timbres propres, ou de Bornéo et du Japon surchargés en japonais, 1943-1945
  - Administration militaire britannique, timbres surchargés « B M A » (pour British Military Administration), 1945. Timbres aussi utilisés à Brunei, Labuan et Sarawak.
- Colonie britannique, timbres surchargés du monogramme royal, 1948-1964
- Sabah, membre de la Fédération des états malais, 1964-1965

#### États et territoires fédéraux de Malaisie
De 1965 à 1986, les sultanats et États membres de la fédération eurent le droit d'émettre des timbres pour les petites valeurs ou reprenant les émissions fédérales avec un signe distinctif.
- Johore (1965-1986)
- Kedah (1965-1986)
- Kelantan (1965-1986)
- Malacca (1965-1986)
- Negeri Sembilan (1965-1986)
- Pahang (1965-1986)
- Penang (1965-1986)
- Perak (1965-1986)
- Perlis (1965-1986)
- Sabah (1964-1965)
- Sarawak (1964-1965)
- Selangor (1965-1986)
- Terengganu (1965-1986)
- Wilayah Persekutuan (1986)

### Malawi
- Colonie britannique du Nyassaland, Nyasaland Protectorate, 1908-1934, puis Nyasaland, 1934-1954 et 1964
- Fédération de Rhodésie et du Nyassaland, Rhodesia & Nyasaland, 1954-1963
- Malawi indépendant, Malawi, 1964- (en cours)

### Maldives
- Maldive islands, 1950-1968
- Republic of Maldives, 1968-1990
- Maldives, 1990- (en cours)

### Mali
Voir Histoire philatélique et postale du Mali.

#### Colonie française
- Soudan français, Soudan français, 1894-1902
- Sénégambie et Niger, Sénégambie et Niger, une émission en 1903
- Haut-Sénégal et Niger, Haut-Sénégal-Niger - Afrique occidentale française, 1906-1920
- Soudan français :
  - timbres du Haut-Sénégal et Niger surchargés, 1921-1931
  - Soudan français - AOF, 1931-1944
- Timbres de l'Afrique-Occidentale française, 1944-1959

#### Indépendance
- Fédération du Mali (avec le Sénégal), Fédération du Mali, 1959-1960
- République du Mali, République du Mali, 1960-

### Malte
- Timbres britanniques oblitérés « M » ou « A25 » (1884)
- Colonie britannique puis autonomie, Malta et effigie royale, 1860-1964
- Indépendance, Malta sans effigie royale, 1964- (en cours)

### Maroc
Voir aussi : Histoire philatélique et postale du Maroc.

#### Postes locales
- Entreprises locales, voir ici, 1891-1911
- Postes chérifiennes, cachet d'oblitération octogonal puis deux séries de timbres légendés en arabe, 1911-1915 (elles existaient dès 1892)
- Tanger : des émissions spécifiques ont été réalisées à cause du statut particulier de la ville de 1912 à 1956
  - Timbres des postes chérifiennes, 1912-1919

#### Bureaux étrangers
- Bureaux allemands, 1899-1911
- Bureaux britanniques :
  - Bureaux avant les protectorats, 1898-1918
  - Émission commune aux trois zones suivantes, timbres pour colis postaux et surtaxe aérienne
  - Bureaux dans le protectorat espagnol, 1918-1956
  - Bureaux dans le protectorat français, 1918-1937
  - Bureau de Tanger, 1927-1957
- Bureaux français, 1891-1917
  - Timbres français surchargé en monnaie espagnole, 1891-1900
  - Timbres d'usage courant français, Poste française - Maroc avec surcharges en monnaie espagnole, puis traduction de la valeur en arabe, 1902-1917
- Bureaux espagnols, 1903-1914

#### Protectorat français au Maroc
- Timbres d'usage courant français, Poste français - Maroc avec surcharge « PROTECTORAT FRANÇAIS »? 1914-1917
- Maroc en alphabet latin et arabe et valeur en franc, 1917-1956

#### Marocespagnol
- Protectorat espagnol au Maroc, 1914-1955
- Colonies espagnoles :
  - Ifni, 1912-1969
  - Sahara espagnol :
    - Cap Juby, timbres d'Espagne, du Río de Oro ou du protectorat espagnol surchargés « CABO JUBY », 1916-1950
    - La Agüera, 1921-1924
    - Colonie du Río de Oro, 1920-1924
    - Sahara espagnol, changement de nom, 1924-1949 et 1951-1976
      - Afrique occidentale espagnole, changement de nom, 1949-1951

Ifni et le Sahara espagnol ne furent pas rendus lors de l'indépendance de 1956 car ils ne faisaient pas partie du protectorat espagnol.

#### Marocindépendant
- Maroc du nord, 1956-1957
- Maroc du sud en alphabets latin et arabe, 1956-1958
- Royaume du Maroc en latin et arabe, 1958- (en cours)
  - Sahara occidental (ancien Sahara espagnol), partie du Maroc depuis 1975
    - Timbres de Mauritanie, 1975-1979
    - République arabe sahraouie démocratique, R.A.S.D.

### Îles Marshall
- Colonie allemande, Marshall inseln, 1898-1914
- Administration japonaise : utilisation des timbres du Japon, 1914-1944
- Administration américaine : utilisation des timbres des États-Unis, 1944-1984
- Libre-association / indépendance, Marshall Islands, 1984- (en cours)

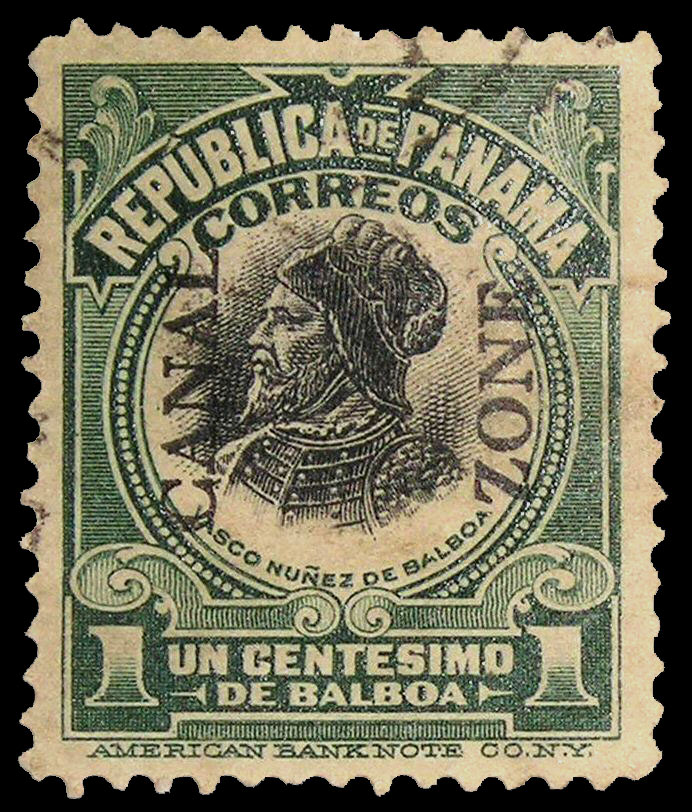

### Maurice
- Colonie du Royaume-Uni, 1814-1968
  - Mauritius, 1847-1968
- Indépendant, 1968- (en cours)
  - Mauritius, 1968- (en cours)

### Mauritanie
- timbres français du Sénégal, -1906
- Mauritanie - RF, 1906-1944
- timbres de l'Afrique-Occidentale française, 1944-1960

- Indépendance, République islamique de Mauritanie en alphabet latin et arabe, 1960- (en cours)

### Mexique
- Mexique
  - Première République, 1856-1864

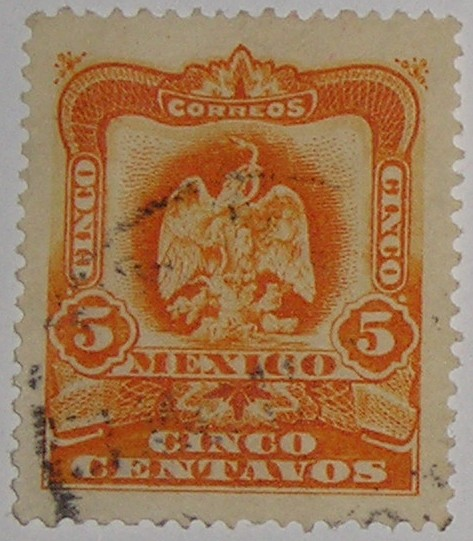

  - Empire mexicain, Imperio Mexicano, 1864-1867
  - Deuxième République, timbres impériaux surchargés puis Mexico, 1867- (en cours)
- États révoltés :
  - Campeche (1876)
  - Chiapas (1866)
  - Chihuahua (1872)
  - Cuautla (1867)
  - Cuernavaca (1867)
  - Guadalajara (1867-1868)
  - Mérida (1916)
  - Sinaloa (1929)
  - Tlacotalpan (1856)
  - Yucatán (1924)

### États fédérés de Micronésie
- Colonie allemande des îles Carolines, Karolinen, 1899-1914
- Administration japonaise : utilisation des timbres du Japon, 1914-1944
- Administration américaine : utilisation des timbres des États-Unis, 1944-1984
- Libre-association / indépendance, Federated States of Micronesia, 1984- (en cours)

### Moldavie
- Indépendant, 1991- (en cours)
  - Posta Moldova, 1991
  - Moldova, 1992- (en cours)

#### Gagaouzie
- Indépendance, 1990-1994 (non reconnue)
  - Gagausian Republic en surcharge sur des timbres d'URSS
  - Gagausian Republic en surcharge sur des timbres de Moldavie
  - Гагаузская Республика en surcharge sur des timbres d'URSS
  - Республика Гагаузская en surcharge sur des timbres d'URSS
  - Komrat en surcharge sur des timbres de Moldavie
  - Chadir Lunga en surcharge sur des timbres de Moldavie
  - Gagausia Пошта Гагаузская en surcharge sur des timbres de Moldavie
  - Republic Gagauzia
  - Gagauzia

- République autonome, 1994- (en cours)
  - Gagauzia Moldova, - (en cours)

#### Transnistrie
- Indépendance, 1991- (en cours) (non reconnue)
  - Республика Молдовеняскэ Нистрянэ
  - Пошта ПМР
  - ПМР

### Monaco

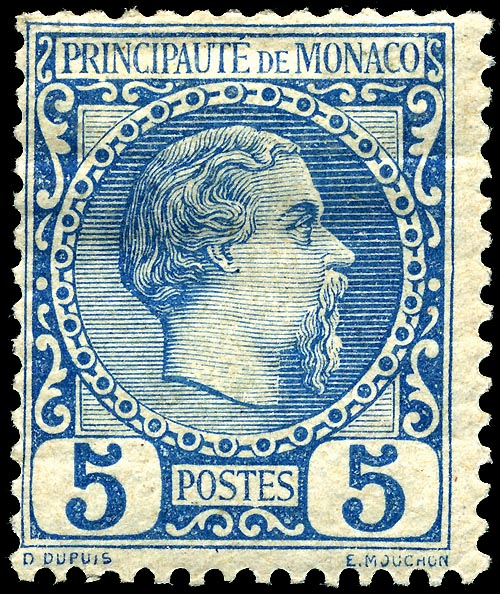

- Poste sarde, timbres sardes oblitérés dans le territoire de Monaco (rare), 1851-1860
- Poste française, timbres français oblitérés dans le territoire de Monaco, 1860-1886
- Monaco, Principauté de Monaco ou Monaco, 1885- (en cours)

### Mongolie
- Mongolia, 1926-1945
- МОНГОЛ ШУУДАН, 1945-1958
- Mongolia - МОНГОЛ ШУУДАН, 1958-1997
- Mongol Post, 1997- (en cours)

### Monténégro
- Partie de l'empire ottoman

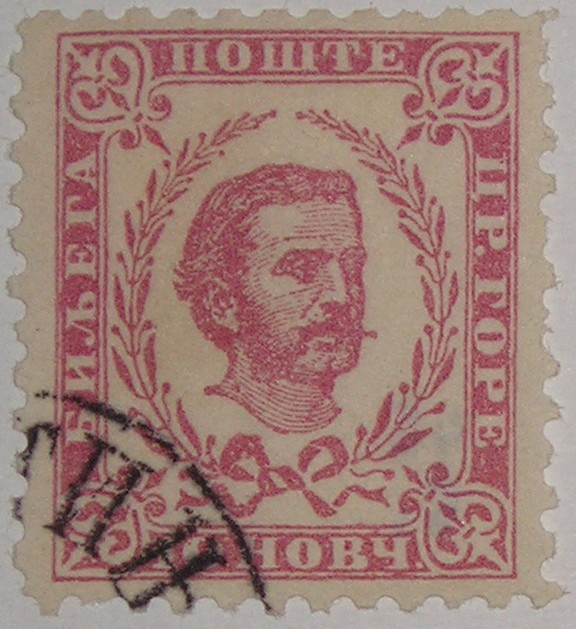

  - timbres de l'empire ottoman, 1863-1874
- Première indépendance
  - Црна Гора, 1874-1913
- Première Guerre mondiale
  - Exil, timbres français surchargés « S.P. du M. Bordeaux 1916 », 1916
  - Occupation austro-hongroise, 1917-1918
- Partie du royaume des Serbes, Croates et Slovènes, puis de la Yougoslavie
  - Timbres du royaume des Serbes, Croates et Slovènes, puis de Yougoslavie, 1918-1998
  - Pošta Crne Gore, 1998-2003
- Partie de la Serbie-et-Monténégro
  - Pošta Crne Gore, timbres serbo-monténégrins, 2003-juin 2006
- Seconde indépendance, 8 juin 2006
  - Pošta Crne Gore, timbres monténégrins, juin 2006- (en cours)

### Mozambique

#### Provinces
- Période portugaise : chaque province a des timbres spécifiques, en plus de ceux du pays
  - Inhambane
  - Lourenco Marques, 1893-1921
  - Moçambique, Companhia de Moçambique, 1894-1940
  - Niassa, (Companhia de) Nyassa, 1898-1930
  - Tete
  - Zambézie, 1894-1917

#### Pays
- Colonie portugaise, Moçambique, 1877-1954
- Territoie d'outre-mer portugais, Moçambique Republica portuguesa, 1954-1975
- État indépendant, Moçambique, 1975- (en cours)

### Birmanie
- Colonie britannique, Burma, 1937-1948
- Birmanie indépendante, Union of Burma, 1948-1974, puis Socialist republic of the union of Burma, 1974-1989
- Myanmar, Union of Myanmar, 1989- (en cours)

## N

### Namibie

#### Colonieallemande
- Sud-Ouest africain :
- timbres allemands, -1897
- timbres allemands surchargés « Deutsch-Sudwestafrika », 1897-1900
- Deutsch-Sudwestafrika, 1900-1912

#### Sud-Ouest africain: occupationbritanniquepuis mandatsud-africain
- Occupation britannique :
  - Timbres d'Afrique du Sud South Africa / Suid Afrika, 1915-1923

- Mandat sud-africain :
  - Zuidwest Afrika, Zuid-West Afrika en surcharge sur des timbres d'Afrique du Sud et du Transvaal, 1923-1925
  - South West Africa, en surcharge sur des timbres d'Afrique du Sud et du Transvaal, 1923-1927
  - South West Africa, 1923-1972
  - Suidwes Afrika en surcharge sur des timbres d'Afrique du Sud, 1926-1927
  - Suidwes Afrika, 1926-1972
  - S.W.A. en surcharge sur des timbres d'Afrique du Sud, 1927-1939
  - Official S.W.A., Offisieel S.W.A., en surcharge sur des timbres d'Afrique du Sud, 1929
  - SWA en surcharge sur des timbres d'Afrique du Sud, 1941-1949
  - SWA, S.W.A., 1927-1990

#### Indépendance
- Namibie, 1990- (en cours)

### Nauru
- Mandat britannique :
  - timbres britanniques surchargés « Nauru », 1916-1923
  - Nauru, 1924-1947
- Mandat australien, 1954-1966
- Nauru indépendante, Republic of Nauru, 1968-1977, puis Nauru, 1977- (en cours)

### Népal
- Nepal, 1949- (en cours)

### Nicaragua
- Nicaragua, 1862- (en cours)
  - Intégration de la Côte des Mosquitos, timbres du Nicaragua surchargé « Mosquito Provisional », 1894-1899

### Niger
- Colonie française :
  - Niger, 1921-1944
  - Timbres de l'Afrique-Occidentale française, 1944-1959
- Indépendance :
  - République du Niger, 1959- (en cours)

### Nigeria
- Colonie britannique :
  - Mandat britannique du Cameroun, timbres du Nigeria surchargés « Cameroons U.K.T.T. » (pour United Kingdom Trusteship Territory, territoire sous mandat du Royaume-Uni), 1960-1961
 Par référendum, les habitants de la partie nord rejoignirent le Nigeria indépendant, la partie sud forma avec l'ancien mandat français la république fédérale du Cameroun.

- Indépendance : Nigeria, 1960- (en cours)

### Norvège
- Norge ou parfois Noreg depuis 1981, 1855- (en cours)

### Nouvelle-Zélande
- Métropole, New Zealand, 1855- (en cours)

#### Territoires et territoires associés
- Tokelau (anciennement îles Union, dépendantes de la colonie des îles Gilbert et Ellice jusqu'en 1925 et formellement jusqu'en 1948), 1948- (en cours)
- Niue, 1902- (en cours)
- Îles Cook, Cook islands, 1892- (en cours)
  - Aitutaki, 1903-1927 et 1972- (en cours)
  - Penrhyn, 1972- (en cours)

#### Antarctique
- Expéditions antarctiques:
  - Terre du roi Édouard VII, timbres néo-zélandais surchargés King-Edward VII Land, 1908
  - Terre Victoria, timbres néo-zélandais surchargés, 1911
- Dépendance de Ross (Antarctique), Ross Dependency, 1957- (émissions ponctuelles)

## O

### Oman
- Muscat & Oman, 1966-1971
- Sultanate of Oman, 1971- (en cours)

### Ouganda
- Uganda, 1963- (en cours)

### Ouzbékistan
- URSS, СССР, -1992
- Ouzbékistan indépendant, Ўзбекистон - Uzbekistan[réf. nécessaire], 1992- (en cours)

## P

### Pakistan
- États féodaux
  - Bahawalpur, 1945-1949
- Pakistan indépendant, Pakistan, 1947- (en cours)

### Palaos
- Administration américaine : utilisation des timbres des États-Unis, 1944-1983
- Libre-association / indépendance, Palau, 1983- (en cours)

### Panama

#### Colombie
Les timbres de timbres de Colombie servent au Panama jusqu'en 1903. Avant l'indépendance, des timbres spécifiques servent à l'intérieur de la province.
- État fédéré des États-Unis de Colombie, Correos E.S. de Panama, 1878
- Province de la république de Colombie, Colombia (timbres spécifiques), 1887-1903
- Bureaux étrangers au Panama, -1878

#### Indépendance
- Panama indépendant :
  - Republica de Panama, 1903-1956
  - Panama, 1956- (en cours)
  - Zone du canal de Panama sous autorité des États-Unis, timbres des États-Unis et de Panama surchargés « Canal Zone », puis timbres libellés Canal Zone, 1904-1979 (le canal est rétrocédé le 31 décembre 1999)

### Papouasie-Nouvelle-Guinée
- Administration australienne, Papua & New Guinea, 1952-1972
- Autonomie / indépendance, Papua New Guinea, 1972- (en cours)

### Paraguay
- Paraguay, 1870- (en cours)

### Pays-Bas

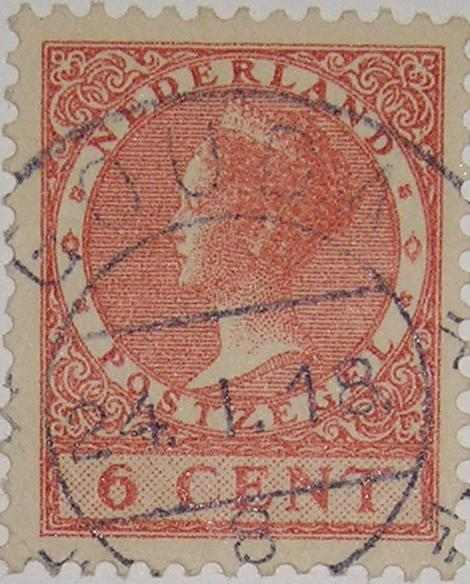

- Pays-Bas, Nederland, 1852- (en cours)

#### Anciennes colonies
- Indes orientales néerlandaises, 1864-1949, puis Indonésie
  - Voir aussi Japon, occupation militaire.
- Suriname, Suriname, 1873-1975
- Nouvelle-Guinée néerlandaise, 1950-1962, puis Indonésie

#### Territoires néerlandais actuels
- Antilles néerlandaises, Nederlandse Antillen, 1949-2010
  - Curaçao, 1873-1949
- Aruba, 1986- (en cours)
- Curaçao, 2010- (en cours)
- Saint-Martin, Sint Marteen, 2010- (en cours)
- Pays-Bas caribéens (Bonaire, Saint-Eustache, Saba), Caribisch Nederland, 2010- (en cours)

### Pérou
- Peru, 1866- (en cours)

### Philippines

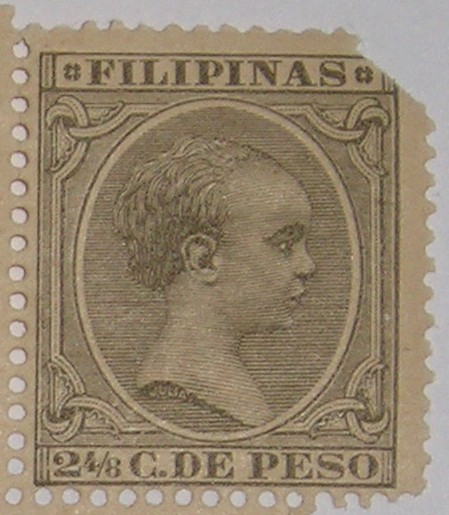

- Colonie espagnole, Filipinas, 1854-1899
  - timbres des colonies britanniques en usage à titre privé jusqu'à l'adhésion des colonies espagnoles à l'UPU, 1854-1877
  - Gouvernement révolutionnaire d'Aguinaldo, Govno Revolucionario Filipina, 1899
- Administration des États-Unis :
  - United States of America - Philippine Islands, 1899-1935
  - Commonwealth of the Philippines, 1935-1941
- Occupation japonaise et proclamation d'un « État indépendant », 1942-1945
- Timbres surchargés « VICTORY », 1945
- Indépendance, Philippines puis Pilipinas à partir de 1962, 1946- (en cours)

### Pologne

#### Avant laPremière Guerre mondiale
La Pologne n'existait plus et les timbres des trois pays suivants servaient normalement :
- Empire allemand
- Empire d'Autriche
- Empire russe :
  - Pologne russe, un timbre émis pour le service intérieur de 1860 à 1865

#### Première Guerre mondiale
- Occupation militaire de la Pologne russe, 1918 :
  - timbres allemands surchargés « GEN.GOUV.WASCHAU », 1915-1916
  - Poste locale de Varsovie, 1915-1916
  - Postes locales à Lublin, Przedborz, Sosnowice et Zawiercie
  - timbres autrichiens et austro-hongrois sans surcharge
- Corps polonais en Russie, timbres russes surchargés « Pol. Korp » et aigle, 1918

#### Pologneindépendante
- Gouvernement provisoire :
  - timbres d'occupation surchargés
  - timbres non émis de la poste locale de Varsovie surchargés « Poczta Polska », 1918
  - émission de Cracovie, Poczta Polska, 1919
  - Pologne du Nord, Poczta Polska, émis dans les anciens territoires allemands, 1919-1923
  - Pologne du Sud, Poczta Polska, émis dans les anciens territoires autrichiens, 1919
- Émissions communes à tout le pays, Poczta Polska, 1919-1939

- Territoires soumis à règlement par la Société des Nations :
  - Allenstein, timbres allemands surchargés « Plébiscite Olsztin Allenstein » ou « Traité de Versailles », 1920, puis rattachée à l'Allemagne ; ville polonaise (Olsztyn) depuis 1945.
  - Danzig (allemand) ou Gdańsk (polonais) :
    - Freie Stadt Danzig, 1920-1939
    - Bureau polonais, timbres polonais surchargés « PORT GDANSK », 1924-1938

  - puis rattachement au Troisième Reich en 1939.
  - Marienwerder, 1920, puis rattachement à l'Allemagne ; ville polonaise (Kwidzyn) depuis 1945.

#### Seconde Guerre mondiale
- Gouvernement en exil à Londres, Poczta Polska, 1941-1944
- Armées polonaises servant en URSS (Ouzbékistan), Poczta Polska w ZSSR, 1942
- Occupation allemande :
  - timbres allemands surchargés « Deutsche Post Osten », 1939.
  - General-Gouvernement avec mentions Deutsches Reich puis GrossDeutsches Reich, 1940-1944

#### Depuis 1944
Les territoires de Prusse-Orientale sont devenus polonais en 1945, tandis que des territoires de l'est de la Pologne étaient annexés à l'URSS pour former des parties de la Biélorussie, de la Lituanie, de la Russie (oblast de Kaliningrad) et de l'Ukraine.
- Poczta Polska ou Polska en alternance, 1944-1954
- Polska, 1954- (en cours)

### Portugal

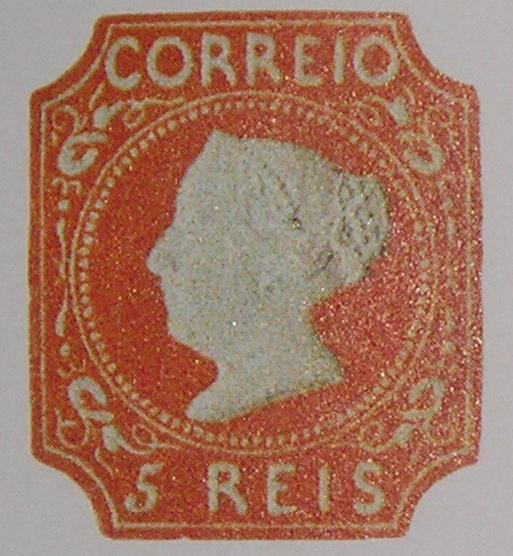

- Portugal, Portugal, puis Republica Portuguesa, 1853- (en cours)

#### Açores
- timbres portugais, 1853-1868, oblitération par les cachets no 48, 49 et 50
- timbres propres, 1868-1932, timbres portugais toujours valables
  - Angra do Heroísmo, 1892-1906
  - Horta, 1892-1906
  - Ponta Delgada, 1892-1906
- timbres portugais, 1932-1978
- Açores, 1980- (en cours), timbres valables partout au Portugal

#### Madère
- timbres portugais, 1853-1868, oblitération par cachet no 51
- timbres propres,  , 1868-1931, timbres portugais toujours valables
  - Funchal, 1892-1905
- timbres portugais, 1932-1978
- Madère, Portugal Madeira, 1980- (en cours), timbres valables partout au Portugal

#### Colonies
- Angola
- Iles du Cap vert
- Congo portugais
- Guinée portugaise
- Macao, 1884-1999, restituée à la république populaire de Chine
- Mozambique
- Sao Tomé-et-Principe
- Timor portugais

## Q

### Qatar
- timbres de Bahreïn, avant 1950.
- timbres britanniques surchargés en monnaie indienne (communs à Dubaï, Mascate, Oman et Qatar), jusqu'en 1957.
- État protégé par le Royaume-Uni, timbres britanniques surchargés « QATAR », 1957-1960
- Qatar ou State of Qatar, 1961- (en cours)

## R

### Roumanie
- Romania, 1890-1948
  - Occupation militaire en Hongrie, 1919-1920
- Republica Populara (R.P.) Romina, 1948-1963
- Posta Romina, 1963-1964
- Posta Româna, 1964-1996
- Romania, 1996- (en cours)

### Royaume-Uni

#### Métropole

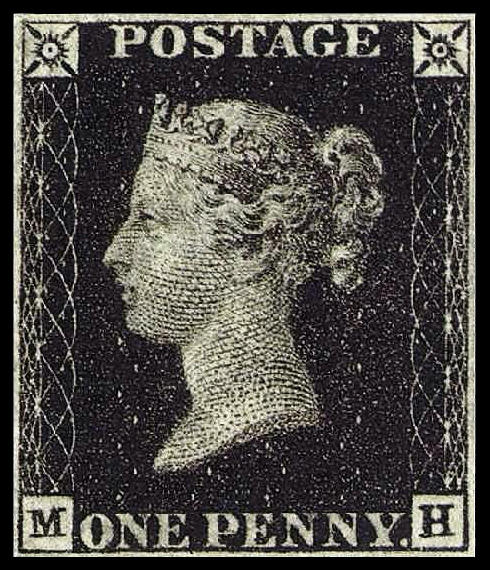

- Profil du souverain, 1840 (en cours)
  - profil de la reine Victoria, 1840-1901
  - profil du roi Édouard VII, 1901-1910
  - profil du roi George V, 1910-1936
  - profil du roi Édouard VIII, 1936
  - profil du roi George VI, 1936-1952
  - profil de la reine Élisabeth II, depuis 1952

#### Colonies
- Guyane britannique, 1850-1966, puis Guyana
- Ceylan, Ceylon, 1857-1972, puis Sri Lanka
- Jamaïque, Jamaica, 1860-1962, puis indépendance
- Hong Kong, 1862-1999, rattachée à la république populaire de Chine
  - Hong Kong, occupation japonaise, 1945
- Honduras britannique, 1866-1973, puis Belize
- Côte d’Or, Gold Coast, 1875-1954, puis Ghana
- Inde britannique, États féodaux et constitutionnels, à partir de 1876, voir Inde
- Madagascar britannique, 1884-1886, puis colonie française
- Afrique orientale britannique, 1890-1898
- Afrique centrale britannique, 1891-1907

#### Occupations militaires
- Afrique orientale allemande, 1916-1917

#### Protectorats
- Îles Gilbert et Ellice, 1911-1979, puis Tuvalu (1975) et Kiribati (1979)

#### Autres territoires
- Heligoland, Heligoland, 1867-1879 (cédée à l'empire allemand en 1890)

#### Territoires autonomes actuels

##### Territoireseuropéens
- Gibraltar, Gibraltar, 1886- (en cours)
- Guernesey, Guernsey, 1969- (en cours)
  - Aurigny, Alderney - Bailiwick of Guernesey, 1983- (en cours)
- Jersey, Jersey, 1969- (en cours)
- Île de Man, Isle of Man, 1973- (en cours)

##### Territoires desAntilleset de l'Océan Atlantiquenord
- Anguilla, Anguilla, 1967- (en cours)
- Bermudes, Bermuda, 1860- (en cours)
- Montserrat, Montserrat, 1876- (en cours)

- Îles Turks-et-Caïcos
  - Timbres de Jamaïque, 1860-1867
  - Îles Turks, Turks Islands, 1867-1900
  - Îles Turks-et-Caïcos, Turks & Caicos Islands, 1900- (en cours)
    - Îles Caïcos, émissions locales non reconnues par l'UPU, Turks & Caicos Islands Caicos Islands, 1981-1985

- Îles Vierges britanniques, 1860- (en cours)

##### Territoires de l'Océan Atlantiquesud
- Îles Falkland, Falkland islands, 1878- (en cours)

- Dépendances des îles Falkland :
  - timbres des îles Falkland, surchargés (1944)
    - Géorgie du Sud, surcharge South Georgia, dependency of
    - Terre de Graham, surcharge Graham Land, dependency of
    - Îles Orcades du Sud, surcharge South Orkneys, dependency of
    - Îles Shetland du Sud, surcharge South Shetlands, dependency of

- - Terre de Graham, îles Orcades du Sud et îles Shetland du Sud
    - Falkland islands dependencies, 1946-1962
    - Territoire antarctique britannique, British Antarctic Territory, 1962- (en cours)

- - Géorgie du Sud-et-les Îles Sandwich du Sud
    - South Georgia, 1963-1980
    - Falklands islands dependencies, 1980-1986
    - South Georgia and the South Sandwich islands, 1986- (en cours)

- Sainte-Hélène, Saint Helena, 1856- (en cours)
  - Île de l'Ascension, Ascension (island), 1922- (en cours)
  - Tristan da Cunha, Tristan da Cunha, 1952- (en cours)

##### Territoires de l'océan Indienet de l'océan Pacifique
- Territoire britannique de l'océan Indien, British Indian Ocean Territory, 1968- (en cours)
- Îles Pitcairn, Pitcairn islands, 1940- (en cours)

### Russie
- Indépendant, 862- (en cours)
  - Empire de Russie, 1858-1917
    - ПОЧТОВАЯ МАРКА, 1857-1917

  - Gouvernement provisoire bolchevik, 1917
  - République socialiste fédérative des soviets de Russie, 1918-1923
    - Surcharges locales provisoires soviétiques à la suite des réévaluations successives de monnaie, 1920-1922
    - РОССІЯ, 1922
    - Р.С.Ф.С.Р., 1922-1923

  - Union des républiques socialistes soviétiques, 1923-1991
    - СССР ПОЧТА (alphabet cyrillique), 1923-1991

  - République de Russie, 1992- (en cours)
    - РОССИЯ Rossija (alphabets cyrillique et latin), 1992- 2006[réf. nécessaire]
    - РОССИЯ Russia (alphabets cyrillique et latin), 2006 - actuel[réf. nécessaire]

#### Armées russes
- Poste de la 10e armée
  - 1918
- Poste de l'armée du nord
  - ОКСА, 1919
- Poste de l'armée du nord-ouest
  - СБВ. ЗАП. АРМІЯ, en surcharge sur des timbres de Russie, 1919
- Poste de l'armée de l'ouest
  - Croix orthodoxe en surcharge sur des timbres de Lettonie et de Russie, 1919
- Poste de l'armée du sud
  - ЕДИНАЯ РОССІЯ, 1919
  - СБЕРЕГАТЕЛЬНАЯ МАРКА, 1920
- Poste de l'armée Wrangel
  - ЮГЪ РОССІИ, 1918-1920

#### Bureaux russes
- Bureaux russes en Chine
  - 1899-1917
- Émission de Kharbine
  - 1920

#### République du Caucase
- Indépendant
  - 1923

#### Cesis
- Poste locale
  - Wenden, 1862-1901

#### Occupations
- Occupation de l'Estonie, de la Lettonie et de la Lituanie par l'Allemagne
  - Postegebiet Ob. Ost, en surcharge sur des timbres de l'Allemagne, 1916-1919
- Occupation d'Aunus par la Finlande
  - Aunus, 1919
- Occupation de Batoumi par le Royaume-Uni
  - БАТУМ, 1919-1920
- Occupation de l'Estonie, de la Lettonie et de la Lituanie par le Troisième Reich
  - Ostland, en surcharge sur des timbres du Troisième Reich, 1941-1943
- Occupation de Pskov par le Troisième Reich
  - Pleskau, en surcharge sur des timbres du Troisième Reich, 1941
- Occupation de l'Ukraine par le Troisième Reich
  - Ukraine, en surcharge sur des timbres du Troisième Reich, 1941-1943

#### République montagnarde du Caucase du Nord
- Indépendant
  - Г.С.С.Р., en surcharge sur des timbres de Russie, 1921

#### Saint-Pétersbourg
- Poste locale
  - Санкт-Петербург, 1992

#### Sibérieet Extrême-Orient
- Poste de Blagovechtchensk
  - 1920
- Poste de Nikolaievsk sur l'Amour
  - 1921-1922
- Poste de Omsk
  - 1919
- Poste de Tcheliabinsk
  - 1921
- Poste de Tchita
  - 1919-1923
- poste de Vladivostok
  - 1920-1923

#### Tbilissi
- Poste locale
  - 1857

#### Touva
- Indépendant, 1926-1941
  - Postage Touva, 1927
  - ТьВА, 1932-1935

#### Zemstvo
- Postes locales dites "zemstvos" (162 districts)
  - 1864-1917

### Rwanda

#### Colonieallemande
- District de l'Afrique orientale allemande, timbres de cette colonie, -1916

#### Occupation, puis mandatbelge
- Occupation belge de l'Afrique orientale allemande :
  - timbres du Congo belge surchargés « Ruanda » ou « Urundi » et valables dans les deux territoires, 1916
  - timbres du Congo belge surchargés « Est africain allemand Occupation belge - Duitsch Oost-Africa Belgische Bezetting », 1916-1922
- Territoire sous mandat :
  - timbres du Congo belge surchargés « Ruanda Urundi », 1924-1931
  - Ruanda-Urundi, émissions de 1931 à 1937
  - timbres du Congo belge surchargés « Ruanda Urundi », 1941-1942
  - Ruanda-Urundi, 1942-1961

#### Indépendance
- Rwanda indépendant, depuis 1962
  - République rwandaise, 1962-1976
  - Rwanda, 1976- (en cours)

## S

### Sainte-Lucie
- Colonie britannique, St. Lucia, 1860-1979
- Indépendance, Saint Lucia, 1979- (en cours)

### Saint-Christophe-et-Niévès
- Colonie britannique
  - St.Kitts-Nevis, 1903-1952
  - St.Christopher (ou Kitts) -Nevis-Anguilla, 1952-1980
- Saint-Christophe, 1980- (en cours)
- Niévès, 1980- (en cours)

### Saint-Marin
- Timbres des États pontificaux, d'Italie et de Sardaigne, 1851-1877, oblitération par cachet San Marino et S. Mno
- Saint-Marin, Repubblica di San Marino (ou abréviations), puis San Marino, 1877- (en cours)
  - Coup d'État du 28 juillet 1943, 1943, timbres surchargés

### Saint-Vincent-et-les-Grenadines
- Timbres britanniques oblitérés du cachet « A10 », -1861
- Saint-Vincent, St. Vincent, 1861-1992
- les îles Grenadines connaissent des émissions ponctuelles et jugées abusives ; les timbres nationaux restent utilisés. Les îles Grenadines de l'État voisin de Grenade émettent aussi des timbres jugés abusifs depuis 1973.
  - Grenadines, (The) Grenadines of St. Vincent, 1973-1994
  - Bequia et Union Island en 1984 et 1998
  - Canouan et Moustique en 1998
- St. Vincent & the Grenadines, 1992- (en cours)

### Îles Salomon
- Colonie britannique, British Solomon islands, 1907-1975
- Autonomie / indépendance, Solomon islands, 1975- (en cours)

### Salvador
- Salvador, puis El Salvador et Correos de El Salvador, 1867- (en cours)

### Samoa
- Samoa, 1877-1935
- Western Samoa, 1935-1958
- Samoa i Sisifo, (Samoa occidentales en samoan), 1958-1981
- Samoa, 1981- (en cours)

### Sao Tomé-et-Principe
- Colonie portugaise, S. Tomé É Principe, 1869-1954
- Territoire d'outre-mer portugais, S. Tomé É Principe - Republica portuguesa, 1954-1975
- Pays indépendant
  - Republica democratica de Sao Tomé É Principe, 1975-1978
  - S. Tomé É Principe, 1975- (en cours)

### Sénégal
- Colonie française :
  - Timbres des colonies françaises oblitérés de l'île de Gorée ou du Sénégal, -1887
  - Timbres des colonies françaises surchargés d'une nouvelle valeur, émission de 1887
  - Sénégal et Dépendances, émissions de 1892 à 1901
    - Parmi les dépendances se trouve la colonie de Mauritanie

  - Sénégal, 1906-1944
  - Timbres de l'Afrique-Occidentale française, 1944-1959

- Indépendance :
  - Fédération du Mali, 1959-1960
  - République du Sénégal, 1960-1976
  - Sénégal, 1976- (en cours)

### Serbie

#### Royaume de Serbie

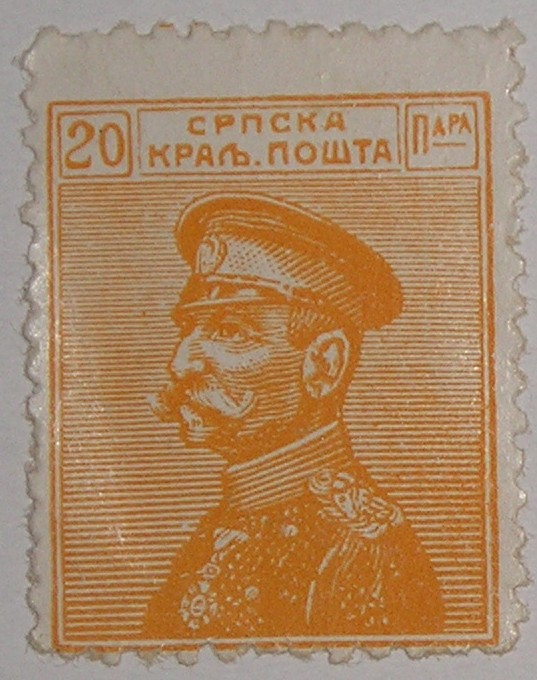

- Bureau autrichien du Consulat, 1850-1869
- Serbie, Србија, 1866-1919
  - Occupation autrichienne, 1914-1918
  - Poste militaire française, 1917, timbres français surchargés « Postes serbes »
  - Occupation serbe en Hongrie, 1919

#### Yougoslavie
- Royaume des Serbes, Croates et Slovènes, 1918-1931
- Royaume de Yougoslavie, Југославија et Jugoslavia, 1931-1941
  - Occupation italienne du Monténégro, 1941-1943 :
    - timbres de Yougoslavie surchargés « Montenegro 17-VI-41-XIX »
    - pour la correspondance des légionnaires italiens, timbres de Yougoslavie surchargés « Governatorato del Montenegro-Valore in lire »
    - timbres italiens surchargés « Црна Гора »

  - Occupation allemande de la Serbie, 1941-1945
  - Occupation allemande du Monténégro, 1943
- Républiques de Yougoslavie, Jugoslavia avant 1992, Југославија uniquement, à partir de 1992, 1944-2003

#### Après l'éclatement de laYougoslavie
- Serbie-et-Monténégro, Србија и Црна Гора ou Srbija i Crna Gora, 2003-2006
- Serbie, Србија, 2006- (en cours)

### Seychelles

#### Coloniebritannique
- Timbres de Maurice et du Royaume-Uni oblitéré avec le cachet « B64 », 1861-1890
- Seychelles et effigie ou monogramme du monarque britannique, 1890-1976

#### Indépendance
- Seychelles indépendantes, Seychelles et effigie du président, puis armoiries de l'État, 1976- (en cours)
- Îles extérieures des Seychelles (Aldabra, Desroches, Farquhar, Providence) :
  - Partie du Territoire britannique de l'océan Indien, 1968-1976
  - Seychelles - Zil Eloigne Sesel, 1980-1983
  - Seychelles - Zil Elwagne Sesel, 1983-1985
  - Seychelles - Zil Elwannyen Sesel, 1985-1992

### Sierra Leone
- Sierra Leone, 1861- (en cours)

### Singapour
- Singapore Malaya, 1948-1959
- State of Singapore, 1959-1963
- Singapore, 1963- (en cours)

### Slovaquie
- Empire d'Autriche, puis Autriche-Hongrie :
  - timbres autrichiens, 1850-1871
  - timbres hongrois, 1871-1921

- Tchécoslovaquie, Posta Cesko-Slovenska puis sans tiret puis Československo, 1918-1939
  - Timbres pour la Légion tchécoslovaque en Sibérie, dite émission d'Irkoutsk, Československé Vojsko Na Rusi, 1919-1920

- Slovaquie indépendante sous protection de l'Allemagne nazie, 1939-1945 :
  - Timbres tchécoslovaques surchargés Slovensky Stat, 1939
  - Slovenská posta, 1939
  - Slovensko, 1939-1945

- Tchécoslovaquie, 1945-1992
  - Scission entre République tchèque et Slovaquie le 1er janvier 1993

- Slovaquie, Slovensko, 1993- (en cours)

### Slovénie

#### Empire d'Autriche
- Timbres d'Autriche, 1850-1918

#### Royaume de Yougoslavie
- Émissions locales de Ljubljana (voir Verigar), AЖAРAВA CХC - Država SHS pour « royaume des Serbes, Croates et Slovènes », 1918-1919
- Royaume des Serbes, Croates et Slovènes, 1919-1931
- Royaume de Yougoslavie, Југославија et Jugoslavia, 1931-

#### Seconde Guerre mondialeetYougoslavie
- Occupation italienne, timbres de yougoslavie surchargés « R.Commissariato Civile Territori Sloveni occupati LUBIANA » ou « Alto Commissario per la Provincia di Lubiana », 1941
- Occupation allemande :
  - timbres italiens surchargés d'un aigle héraldique et de la mention « Provinz Ljubljanika Laibach Pokrajina », 1944
  - timbres spécifiques, Provinz Laibach, 1945
- Yougoslavie, Југославија et Jugoslavia, 1945-1991

#### Indépendance
- Slovénie, Slovenija, 1991- (en cours)

### Somalie

#### Période coloniale
- Somalie italienne, Somalia italiana, 1926-1960
- Somalie britannique (auj. Somaliland), Somaliland Protectorate, 1906-1960

#### Indépendance
- Somalia, 1960-1980
- Somali Democratic Republic, 1970-1973
- J.D. Soomaaliya, 1973-1996
- Soomaaliya en somali, 1996- (en cours)

### Soudan

#### Condominiumanglo-égyptien
- Timbres d'Égypte, -1897
- Timbres d'Égypte surchargés Soudan en alphabet arabe et latin, 1897
- Sudan Postage ou Sudan en alphabet arabe et latin, 1898-1953
- État autonome, Sudan - Self Government 1954, 1954

#### Indépendance
- Sudan en alphabet arabe et latin, 1956- (en cours)

### Soudan du Sud
- Republic of the South Sudan, 2011- (en cours)

### Sri Lanka
- Colonie britannique puis état indépendant : Ceylan, jusqu'en 1972
- Sri Lanka indépendant, 1972 (en cours)

### Suède
- Sverige, 1855- (en cours)

### Suisse
- Postes cantonales :
  - Genève, 1843-1851
  - Zurich, 1843-1850
  - Bâle, 1845-1850

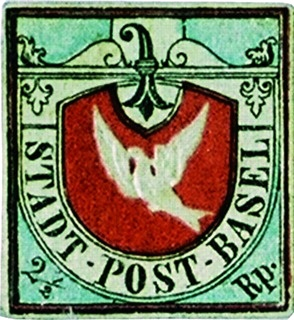

- Poste fédérale, Helvetia (mention latine), 1850- (en cours)
  - L'expression Confoederatio Helvetica a également été utilisée entre 1938 et 1953.

### Suriname
- Colonie néerlandaise, Suriname, 1873-1954
- Dominion avec les Pays-Bas, Suriname, 1954-1975
- Indépendance, Suriname, 1975- (en cours)

### Eswatini
- Protectorat britannique, timbres du Transvaal surchargés « Swaziland », 1889-1892
- Timbres du Transvaal, 1894-1910
- Timbres d'Afrique du Sud, 1910-1933
- Colonie britannique, Swaziland, 1933-1968
- Indépendance, Swaziland, 1968- (en cours)
- Eswatini (2018)

### Syrie
- Alaouites, mandat français du territoire situé le long de la cote de Syrie, 1925-1930, devenu Lattaquié
- Lattaquié, bureau français, 1930-1933

- Mandat français
  - Syrie, 1924-1934
  - République syrienne, 1934-1946
- Indépendance
  - Syrie / République syrienne, 1946-1958
  - République arabe unie, U.A.R., 1958-1961
  - Syrian Arab Republic, 1961-1984
  - Syria, 1984- (en cours)
- Territoires occupés:
  - Golan: timbres israéliens, 1967- (en cours)

## T

### Tadjikistan
- URSS, СССР, -1992
- Tadjikistan indépendant
  - Тоҷикистон - Tadžikistan, 1992-1995
  - Тоҷикистон - Tadjikistan, 1995- (en cours)

### Taïwan
- Timbres de Chine
- Occupation japonaise, 1945
- République de Chine, exilée à Formose, 1949 (en cours)
  - Republic of China - 中華民國, 1966-2007
  - Taïwan - 臺灣, 2007-(en cours)

### Tanzanie

#### Tanganyika

##### Colonisationallemande
- Afrique orientale allemande, Deutsch-Ostafrika

##### Indépendance
- Tanganyika, 1961-1965
- Tanganyika-Zanzibar, 1965
- Union postale de l'Est-Africain, Kenya-Uganda-Tanganyika, 1935-1976

#### Zanzibar

##### Périodebritannique
Timbres de l'Inde britannique, -1896
Protectorat britannique :
- timbres de l'Inde britannique surchargés « Zanzibar », 1895-1896
- timbres de l'Afrique orientale britannique, 1896
- Zanzibar et effigie du sultan, 1897-1963

##### Bureaux étrangers
- Bureau français :
  - timbres français oblitérés Zanzibar, 1860-1894
  - timbres français surchargés en anna (monnaie locale), puis en annas et avec mention « Zanzibar », 1894-1904
- Bureau allemand, timbres allemands surchargés « Zanzibar », 1900

##### Indépendance
- Sultanat, Zanzibar - Uhuru, 1963
- République, Jamhuri Zanzibar, -1965
- Jamhuri Zanzibar-Tanzania, 1965
- Zanzibar-Tanzania, 1967

#### Tanzanie
- Union du Tanganyika et de Zanzibar, Tanzania, 1965- (en cours)

### Tchad
Voir Histoire philatélique et postale du Tchad
- Colonie française :
  - Timbres du Congo français, Moyen-Congo, -1915
  - Oubangui-Chari-Tchad, timbres du Moyen-Congo surchargés, 1915-1922
  - Colonie du Tchad, timbres du Moyen-Congo surchargés TCHAD, puis TCHAD AFRIQUE EQUATORIALE FRANÇAISE, 1933-1936
  - Timbres de l'Afrique-Équatoriale française, 1936-1958
- Tchad indépendant, République du Tchad, 1959- (en cours)

### République tchèque
- Empire d'Autriche, timbres autrichiens, 1850-1918 ou 1921
- Tchécoslovaquie, Posta Cesko-Slovenska puis sans tiret puis Československo, 1918-1939
  - Timbres pour la Légion tchécoslovaque en Sibérie, dite émission d'Irkoutsk, Československé Vojsko Na Rusi, 1919-1920

- Occupation allemande (voir aussi Slovaquie) :
  - Timbres allemands dans les Sudètes, 1938-1945
  - Protectorat de Bohême et Moravie, Böhmen u. Mähren - Česky a Morava, 1939-1942
  - Même légende plus Deutsches Reich, 1942-1943
  - Même légende plus Grossdeutsches Reich, 1943-1944

- Tchécoslovaquie, Československo, 1945-1992
  - Émissions de Bratislava, Košice, Londres et Moscou, 1945
  - Scission entre République tchèque et Slovaquie le 1er janvier 1993
- République tchèque, Česká Republika, 1993- (en cours)

### Thaïlande

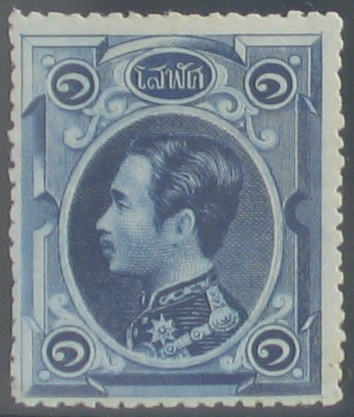

- Bangkok, timbres de Malacca surchargé « B », -1885
- Siam, 1883-1939
- Thaïlande, 1940-

### Timor oriental

#### Colonieportugaise
- timbres de Macao (Macau) surchargés « Timor », 1885-1887
- timbres propres, Timor, Timor Portugues ou Timor - Republica portuguesa, 1887-1975 (dernière émission en 1973)

#### Depuis1975
- Province de l'Indonésie, 1975-1999
- Administration des Nations unies, Timor Lorosae - U.N.T.A.E.T., 1999-2002
- Timor oriental indépendant, Timor-Leste, 2002- (en cours)

### Togo
- Colonisation :
  - Timbres allemands, 1885-1897
  - Timbres allemands surchargés « TOGO », 1897-
  - Timbres spécifiques, Togo, -1914

- Occupation militaire franco-britannique :
  - Timbres allemands, britanniques et du Dahomey français surchargés, 1914-1919
  - Textes des surcharges : « TOGO Occupation franco-anglaise », « TOGO Anglo-French Occupation »

- Mandats :
  - Mandat britannique du Togoland : voir Ghana
  - Mandat français :
    - Timbres du Dahomey surchargés « TOGO », 1919-1924
    - Timbres spécifiques, RF - Togo, 1924-1954

- Indépendance :
  - République autonome du Togo, 1957-1958
  - République du Togo, 1958-1961
  - République togolaise, 1961- (en cours)

### Tonga
- Toga, 1897-1950
- Tonga, 1950-1997
- Kingdom of Tonga, 1997- (en cours)

- - Niuafo'ou, 1983- (en cours), île tongienne possédant l'autonomie postale

### Trinité-et-Tobago
- Trinidad & Tobago, 1913- (en cours)

### Tunisie
- Bureaux étrangers avant 1888
  - Bureaux français de Tunis et La Goulette, cachets d'oblitération spécifiques, -1888
  - Bureaux italiens de Tunis, La Goulette et Sousse, cachets d'oblitération spécifiques, -1888

- Protectorat français de Tunisie
  - Régence de Tunis, 1888-1902
  - Tunisie - RF, 1906-1955

- Tunisie indépendante
  - Timbres du protectorat sans RF, 1956
  - Royaume de Tunisie, Tunisie en alphabets latin et arabe, 1956-1957
  - République tunisienne en alphabets latin et arabe, 1957- (en cours)

### Turkménistan
- URSS, СССР, -1992
- Turkménistan indépendant, Туркменистан puis en alphabet latin seulement, 1992- (en cours)

### Turquie
- Empire ottoman

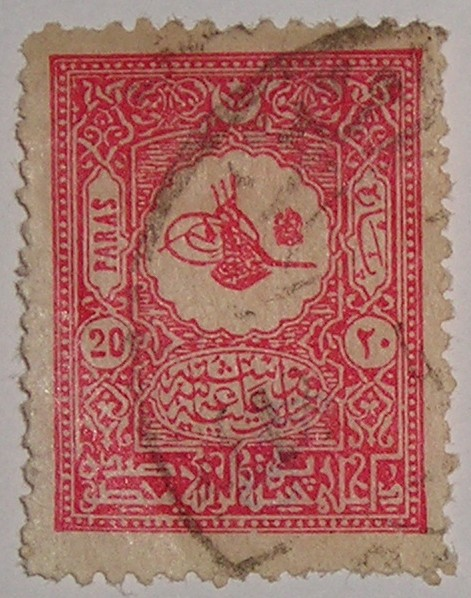

- Bureaux étrangers dans l'Empire ottoman :
  - Alexandrette, Sandjak d'Alexandrette, 1853-1914 (bureau français) et 1919-1938 (mandat français)
  - Mersina (bureau français)
  - Bureaux autrichiens, 1867-1913
  - Bureaux italiens, 1908-1922 :
    - Albanie, 1902-1922
    - Janina, 1902-1911
    - Constantinople, 1909-1923
    - Durazzo, 1909-1911
    - Jérusalem, 1909-1911
    - Salonique, 1909-1911
    - Scutari, 19109-1916
    - Smyrne, 1909-1922
    - Valona, 1909-1916
- Occupations militaires et territoires sous mandat :
  - Alexandrette, Sandjak d’Alexandrette, 1919-1938, mandat français
  - Cilicie, 1919-1920, occupation française

- République de Turquie
  - Türk Postalari, 1926-1929
  - Turkiye Cumhuriyeti, Turkiye Postalari, Turkiye Cumhuriyeti Postalari ou Turkiye, 1929-1966
  - Turkiye Cumhuriyeti, 1966- (en cours)

### Tuvalu
Voir Histoire philatélique et postale des Kiribati
- îles Gilbert et Ellice, 1911-1975, voir aussi Kiribati
- Tuvalu autonomes, puis indépendantes, 1976- (en cours)
  - Funafuti, 1984-1985
  - Nanumaga, 1984-1985
  - Nanumea, 1984-1985
  - Niutao, 1984-1985
  - Nui, 1984-1985
  - Nukufetau, 1984-1985
  - Nukulaelae, 1984-1985
  - Vaitupu, 1984-1985

## U

### Ukraine

#### Avant laRépublique socialiste soviétique d'Ukraine
- Ukraine centrale :
  - Empire russe, -1918
  - République populaire :
    - timbres russes surchargés d'un trident, 1918
    - timbres non dentelé, УКРАІНСЬКА[réf. nécessaire], 1918

  - Timbres de l'armée de Wrangel, émissions de Crimée et de Sébastopol, 1920

- Ukraine occidentale :
  - République populaire d'Ukraine occidentale :
    - Timbres autrichiens surchargés « УКР », émission de Llov, 1918
    - Idem, émission de Kolomea, 1918

- Occupation roumaine de la Galicie et de la Bucovine :
  - Timbres autrichiens surchargés « C.M.T. », 1918-années 1940

- Ukraine subcarpathique (ou Ruthénie) :
  - Autriche-Hongrie
  - Tchécoslovaquie
  - Hongrie, 1939-1944
  - Timbres propres, Zakarpatska Ukraine en cyrillique, 1945 puis rattachement à la République socialiste soviétique d'Ukraine

#### République socialiste soviétique d'Ukraine
L'union de l'Ukraine centrale et de l'Ukraine occidentale donne :
- République socialiste soviétique d'Ukraine, УССР, 1923
- URSS, СССР, 1923-1991
  - Occupation allemande, timbres allemands surchargés « UKRAINE », 1941-1943

#### Indépendance
- République indépendante, Україна - Ukraina, 1991-
  - Crimée, timbres soviétiques surchargés « КРЫМ », 1992-1993

### Uruguay
- Diligencia, Montevideo ou Republica Oriental del Uruguay, 1856-1956
  - Bureaux étrangers de Montevideo :
    - bureau britannique, timbres britanniques oblitérés C28, 1862-1872
    - bureau français, timbres français oblitérés par un cachet hexagonal
    - bureau italien, timbres du Levant italien
- Uruguay, 1956- (en cours)

## V

### Vanuatu
- Condominium des Nouvelles-Hébrides :
  - Timbres de la colonie britannique de Fidji surchargés « NEW HEBRIDES CONDOMINIUM », 1908-1911
  - Timbres de la colonie française de Nouvelle-Calédonie surchargés « NOUVELLES HÉBRIDES CONDOMINIUM », 1908-1911
  - Timbres spécifiques soit en anglais, soit en français, avec toujours monogramme du souverain britannique et armes de la République française, 1911-1980

- Monnaie des timbres du condominium :
  - franc français et livre sterling, de 1908 à l'émission de 1925
  - franc-or, 1938-1977
  - franc des Nouvelles-Hébrides (FNH), 1977-1980 ; les émissions en franc-or furent surchargées pour convertir leurs valeurs faciales.
  - vatu, monnaie des îles Vanuatu

- Vanuatu indépendantes, 1980- (en cours)

### Vatican
- États pontificaux, 1852-1868
  - puis, selon les territoires, timbres de Romagne ou de Sardaigne, et enfin d'Italie en 1870
- Cité du Vatican, 1929- (en cours)
  - Poste Vaticane, 1929-1992
  - Cittá del Vaticano, depuis 1993

### Venezuela
- Correos de Venezuela ou EE.UU. de Venezuela, 1880-1955
- Republica de Venezuela, 1955-1983
- Venezuela, 1983-2003
- Republica bolivariana de Venezuela, 2003- (en cours)

### Viêt Nam

#### Colonie de laFrance
- Cochinchine, 1886-1888
- Annam et Tonkin, A & T, 1888
  - Royaume des Sedangs, royaume fictif fondé par un aventurier français, Deh Sedang, 1888-1889
- Timbres de l'Indochine française, Indochine, 1889-1946

#### Indépendance
- Viêt Nam du Nord
  - Timbres indochinois surchargés, 1945-1946
  - Viêt Nam Dan Chu Cong Hoa (République démocratique), 1946 et 1949-1976

Deviendra la République socialiste du Viêt Nam après sa victoire sur le Viêt Nam du Sud.
- Viêt Nam du Sud
  - Empire, Viêt Nam ou Viêt Nam Buu-Chinh, 1951-1955
  - Viêt Nam Cong Hoa, 1955-1975
  - Timbres du Front de libération Vietcong dans les territoires occupés du Sud, Cong Hoa Mien Nam Viêt Nam, 1975-1976

Sera intégré à la République socialiste du Viêt Nam après sa défaite sur le Viêt Nam du Nord.
- République socialiste du Viêt Nam
  - Viêt Nam Dan Chu Cong Hoa, puis rapidement Viêt Nam, 1976- (en cours)

## Y

### Yémen

#### République arabe du Yémen
- Empire ottoman, -1917
- Royaume indépendant, utilisation de cachets d'oblitération sans timbre, 1918-1929
- Timbres du royaume mutawakkilite du Yémen, The mutawakelite kingdom of Yemen, 1929-1963
- République arabe du Yémen du Nord, Y.A.R., 1963-1990
  - émissions royalistes, 1963-1970

Puis Yémen unifié, 1990- (en cours)

#### République démocratique populaire du Yémen
- Aden, timbres de l'Inde britannique, -1937
- Aden, 1937-1964
- Fédération des émirats arabes du Sud, 1959-1962
- Fédération d'Arabie du Sud, South Arabia, 1963-1967
- République populaire du Yémen du Sud, Yémen PDR, 1967
- République démocratique populaire du Yémen, Yémen PDR, 1967-1990

Puis Yémen unifié, 1990- (en cours)
Sultanats indépendants :
- Qu'aiti
  - Q'aiti State of Shihr and Mukalla, 1942-1953
  - Q'aiti State in Hadhramaut, 1955-1968
- Kathiri, Kathiri State of Seiyun, 1942-1967
- Mahra, Mahra State South Arabia, 1967-1970

#### République du Yémen
- République du Yémen, Republic of Yemen, 1990- (en cours)

## Z

### Zambie
- Colonie britannique, Rhodésie du Nord, Northern Rhodesia, 1925-1954 et 1964
- Fédération de Rhodésie et du Nyassaland, Rhodesia & Nyasaland, 1954-1963
- Zambie indépendante, Zambia 1964- (en cours)

### Zimbabwe
- Colonie britannique, Rhodésie du Sud, Southern Rhodesia, 1924-1954 et 1964-1965
- Fédération de Rhodésie et du Nyassaland, Rhodesia & Nyasaland, 1954-1963
- Rhodésie, 1re indépendance, Rhodesia, 1965-1980
- Zimbabwe, 2e indépendance, Zimbabwe, 1980- (en cours)

## Annexe: services postaux des organismes internationaux
Pour plus de précisions, voir : Timbres de service des organismes internationaux.

### Administration postale des Nations unies
- Siège de New York (États-Unis), United Nations, 1951- (en cours)
- Siège de Genève (Suisse), Nations unies, 1969- (en cours)
- Siège de Vienne (Autriche), Vereinte Nationen, 1979- (en cours)

#### Administrations provisoires des Nations Unies
- Nouvelle-Guinée néerlandaise, Autorité exécutive temporaire des Nations unies, 1962 - 1963
- Kosovo, Mission d'administration intérimaire des Nations unies au Kosovo, 1999 - 2008
- Timor oriental, Administration transitoire des Nations unies au Timor oriental, 2000 - 2002

### Organismes liés à l'ONU
- Société des Nations, timbres suisses surchargés, 1922-1947
- Organisation internationale du travail, timbres suisses surchargés, 1923-1951 puis ONU
- Cour internationale de justice de La Haye (Pays-Bas), 1934-?
- Bureau international d’éducation, timbres suisses surchargés, 1944-1960, rattaché à l'UNESCO
- UNESCO, siège de Paris (France), 1960- (en cours)
- Union internationale des télécommunications, timbres en francs suisses
- Union postale universelle, timbres en francs suisses

### Autres organismes et organisations
- Comité international olympique, siège de Lausanne (Suisse), (en cours)
- Conseil de l'Europe, siège de Strasbourg (France), (en cours)
- Ordre souverain de Malte, siège de Rome (Italie), 1966- (en cours) ; mais n'étant pas reconnu par l'UPU, l'Ordre a signé des accords bilatéraux avec les postes d'Italie et du Vatican.

### Sources consultables
- Catégorie:Presse philatélique : actualités des émissions dans la presse philatélique française
- Catalogues de timbres.
- Stuart Rossiter et John Flower, Atlas historique des timbres, 1re édition en anglais, éd. Macdonald and Co, Londres et Sydney, 1986 ; traduction française, Librairie Gründ, 1987,  (ISBN 2700021509).
- Jacques Delafosse, Dictionnaire des émissions philatéliques, éd. Timbropresse, Paris, 2004.